# Гапон, Георгий Аполлонович
Гео́ргий Аполло́нович Гапо́н (5 [17] февраля 1870, Белики, Полтавская губерния — 28 марта [10 апреля] 1906, Озерки, Санкт-Петербургская губерния), также известный как поп Гапон, — лишённый сана священник Русской православной церкви, политический деятель и профсоюзный лидер, оратор и проповедник.
Создатель и бессменный руководитель рабочей организации «Собрание русских фабрично-заводских рабочих г. Санкт-Петербурга», организатор январской рабочей забастовки и массового шествия рабочих к царю с петицией, закончившегося расстрелом рабочих и положившего начало Первой русской революции 1905—1907 годов. После 9 января 1905 года — деятель русской революционной эмиграции, организатор Женевской межпартийной конференции 1905 года, участник неудавшейся подготовки вооружённого восстания в Санкт-Петербурге с помощью оружия с парохода «Джон Графтон», основатель революционной организации «Всероссийский рабочий союз». После возвращения в Россию в октябре-ноябре 1905 года — руководитель возрождённого «Собрания русских фабрично-заводских рабочих г. Санкт-Петербурга», союзник графа Витте, сторонник реформ, провозглашённых Манифестом 17 октября. В марте 1906 года убит в Озерках группой боевиков-эсеров по обвинению в сотрудничестве с властями и предательстве революции.

## Биография в 1870—1903 годах
Георгий Гапон родился в 1870 году в селе Белики Кобелякского уезда Полтавской губернии. Фамилия Гапон происходит от украинского варианта христианского имени Агафон. По семейному преданию, предками Гапона по мужской линии были запорожские казаки. Отец Гапона, Аполлон Фёдорович, был зажиточным крестьянином, пользовался большим уважением односельчан и на протяжении 35 лет избирался волостным писарем. Мать была простой неграмотной крестьянкой.
Детство Гапона прошло в родном селе, где он занимался крестьянским трудом и, помогая родителям, пас овец, телят и свиней. В детстве Гапон был очень религиозен и отличался склонностью к мистике; любил слушать рассказы о жизни святых и мечтал, как и они, совершать чудеса. Наибольшее впечатление на него произвёл рассказ о святом Иоанне Новгородском, которому удалось оседлать беса и съездить на нём в Иерусалим. Гапон стал мечтать о том дне, когда и ему представится случай «поймать чёрта». В возрасте семи лет был отдан в начальную школу, где проявил большие способности к учёбе. По совету сельского священника родители решили отдать сына на обучение в духовное училище. Успешно сдав вступительный экзамен, Гапон поступил во второй класс Полтавского духовного училища. В училище отличался любознательностью и был одним из лучших учеников. Преподаватель училища Иван Трегубов, бывший известным толстовцем, давал Гапону запрещённые сочинения Льва Толстого, которые оказали на него большое влияние.

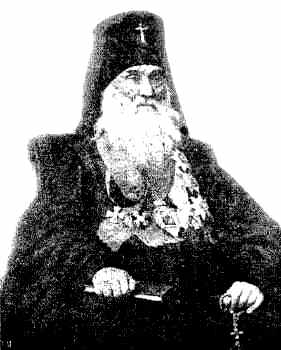
Епископ Иларион (Юшенов)

По окончании духовного училища Гапон поступил в Полтавскую духовную семинарию. Во время учёбы в семинарии оказался под воздействием другого толстовца — Исаака Фейнермана, пришедшего из Ясной Поляны. Продолжая учёбу в семинарии, Гапон стал открыто высказывать толстовские идеи, что привело его к конфликту с семинарским начальством. Ему пригрозили лишением стипендии, в ответ на это он заявил, что сам отказывается от стипендии, и стал подрабатывать частными уроками. В 1893 году успешно окончил семинарию, однако из-за конфликта с семинарским начальством не получил диплома первой степени, дававшего право на поступление в Томский университет. По окончании семинарии устроился работать в земской статистике и продолжал подрабатывать частными уроками.
В 1894 году Гапон женился на купеческой дочери и по её совету решил принять духовный сан. О своём намерении он рассказал полтавскому епископу Илариону, и тот обещал ему покровительствовать, сказав, что ему нужны такие люди, как Гапон. В том же году Гапон был рукоположен сначала в дьяконы, а затем и в священники. По решению епископа Илариона получил должность священника в бесприходной церкви Всех Святых при полтавском кладбище. В качестве священника Гапон проявил незаурядный талант проповедника, и на его проповеди стало стекаться много людей. Стараясь согласовывать свою жизнь с христианским учением, Гапон помогал беднякам и соглашался безвозмездно совершать духовные требы для бедных прихожан из соседних церквей. В свободное от богослужений время Гапон устраивал собеседования на религиозные темы, которые собирали много слушателей, хотя его церковь и была бесприходной. Растущая популярность молодого священника привела к его конфликту со священниками соседних приходов, которые стали говорить, что он похищает у них паству. Гапон, со своей стороны, обвинял их в фарисействе и лицемерии.
В 1898 году от внезапной болезни умерла молодая жена Гапона. Осталось двое маленьких детей — Мария и Алексей. Это событие стало поворотным моментом в жизни Гапона. Чтобы избавиться от тяжёлых мыслей, он поехал в Санкт-Петербург поступать в духовную академию. Хотя диплом второй степени не давал ему права на поступление в академию, Гапон сумел заручиться поддержкой епископа Илариона, который состоял в дружеских отношениях с обер-прокурором Святейшего Синода Константином Победоносцевым. Получив рекомендательное письмо от Илариона, Гапон явился к Победоносцеву и по его протекции и протекции товарища обер-прокурора — Владимира Саблера поступил на 1-й курс академии в 1898 году.
Однако учёба в духовной академии быстро разочаровала Гапона. В преподаваемых предметах он видел только мёртвую схоластику, которая не давала ему ответа на вопрос о смысле жизни. Лишившись душевного равновесия, Гапон забросил учёбу и летом 1899 года уехал поправлять здоровье в Крым. В Крыму он посещал местные монастыри, раздумывая, не уйти ли ему в монахи, однако решил, что жизнь в монастыре несовместима со служением народу. Большое влияние на Гапона оказало знакомство с художником Василием Верещагиным, который советовал ему сбросить рясу и работать на благо народа, и либеральным армянским публицистом Григорием Джаншиевым.

### Начало общественной деятельности

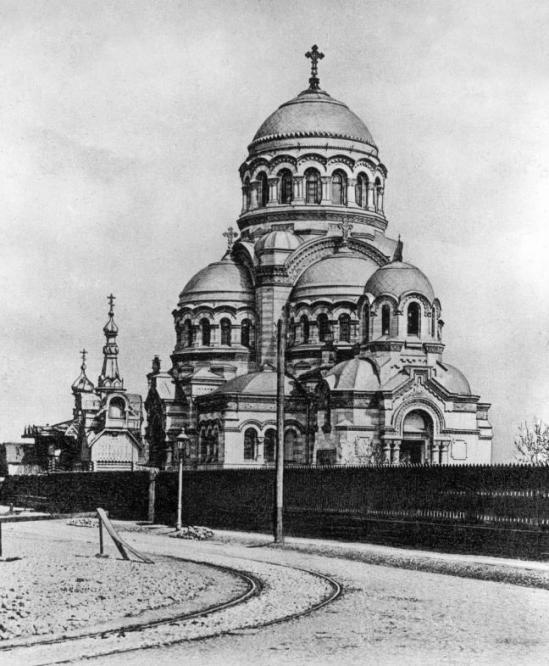
Церковь Милующей Божией Матери (Санкт-Петербург)

Вернувшись в Санкт-Петербург, Гапон начал участвовать в благотворительных миссиях, занимавшихся христианской проповедью среди рабочих. В это время в Санкт-Петербурге действовало Общество религиозно-нравственного просвещения, которое в то время возглавлял протоиерей Философ Орнатский, и Гапону было предложено принять участие в его работе. В 1899 году Гапон начал выступать как проповедник в Церкви Милующей Божьей Матери в Галерной Гавани на Васильевском острове. Старостой этой церкви в то время был Владимир Саблер.
Проповеди Гапона собирали много людей, и нередко церковь не вмещала в себя всех слушателей, число которых достигало двух тысяч. Галерная Гавань была местом обитания питерских босяков, и Гапон нередко проводил целые дни, общаясь с обитателями горьковского «дна». В своих проповедях он исходил из той мысли, что труд есть основа и смысл жизни, и старался пробудить в слушателях сознание своего человеческого достоинства. Однако Гапон не был доволен своей деятельностью проповедника. Сталкиваясь с бедняками, он стал задаваться мыслью, как реально помочь этим людям вернуться к человеческой жизни.
В это время Гапон составил свой первый проект общества взаимопомощи. Общество предполагалось назвать «Обществом ревнителей разумного-христианского проведения праздничных дней», и оно должно было сплотить верующих в подобие христианского братства. Написанный Гапоном устав этого общества включал в себя параграф о материальной взаимопомощи его членов. Однако устав не был утверждён церковным начальством, и тогда Гапон ушёл из Общества протоиерея Орнатского.
В 1900 году Гапон был назначен на должность настоятеля сиротского приюта святой Ольги, а также законоучителя и священника приюта Синего Креста. Эти приюты содержались на пожертвования людей высшего света и вскоре молодой священник приобрёл популярность в петербургских придворных кругах. По словам Гапона, особенное влияние он имел на придворных дам, которые видели в нём чуть ли не пророка, призванного возвестить новые истины и раскрыть тайный смысл учения Христа. Несколько раз Гапон приглашался служить на торжественных праздниках вместе со святым Иоанном Кронштадтским, который произвёл на него сильное впечатление. В другое время Гапон служил литургию с ректором духовной академии, будущим патриархом Сергием (Страгородским). Он также нередко посещал проходившие под председательством Сергия Религиозно-философские собрания в Петербурге. Одновременно Гапон продолжал работать в среде питерских рабочих и бедняков, среди которых он скоро приобрёл огромную популярность. Ему нередко случалось отстаивать бедного человека от различных несправедливостей, чем он вызывал к себе нерасположение и вражду со стороны власть имущих. Наталкиваясь на сопротивление чиновников, Гапон говорил: «До царя дойду, а своего добьюсь».

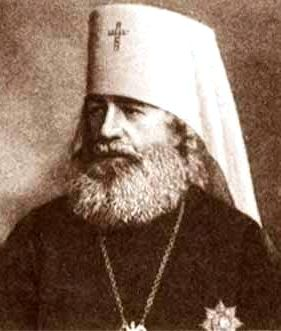
Митрополит Антоний (Вадковский)

В 1902 году Гапон составил новый проект системы благотворительных учреждений. Проект предусматривал создание трудовых колоний для реабилитации безработных босяков, образцом для которых послужил Кронштадтский Дом трудолюбия. На эту тему Гапон написал доклад для подачи императрице Александре Фёдоровне. Доклад был одобрен градоначальником Николаем Клейгельсом, однако не получил дальнейшего хода.
Летом 1902 года из-за конфликта с попечительным советом Гапон был отстранён от должности настоятеля приюта Синего Креста. В ходе обострившегося конфликта Гапон настроил свою многочисленную паству против попечительного совета. По свидетельству сослуживца Гапона священника Михаила (Попова), уже тогда Гапон славился умением управлять толпой. В адрес попечителей стали поступать угрозы, а на улице в них стали бросать камни. Уходя из приюта, Гапон забрал с собой окончившую курс воспитанницу Александру Уздалёву, которую впоследствии сделал своей гражданской женой (по канонам православной церкви вдовый священник не имеет права на повторный брак). В том же году он был отчислен с третьего курса академии, причём причиной исключения была несдача Гапоном переходных экзаменов. Председатель комитета патронирования всех приютов городской думы Николай Аничков написал на Гапона донос в Охранное отделение, и Гапон был вызван туда на допрос. Это событие послужило поводом для его знакомства с Департаментом полиции. По другим данным, Аничков написал резко критическое заявление в Синод, в котором процитировал эротический стишок, сочиненный Гапоном.
Осенью 1902 года Гапон был восстановлен в духовной академии по протекции митрополита Антония (Вадковского), который оказывал ему покровительство. Имеются сведения, что в восстановлении Гапона в академии сыграл свою роль Департамент полиции. В 1903 году Гапон успешно окончил академию, написав дипломную работу на тему: «Современное положение прихода в православных церквах, греческой и русской», и получил должность священника при тюремной церкви святого Михаила Черниговского Городской пересыльной тюрьмы.

### Отношения с Департаментом полиции

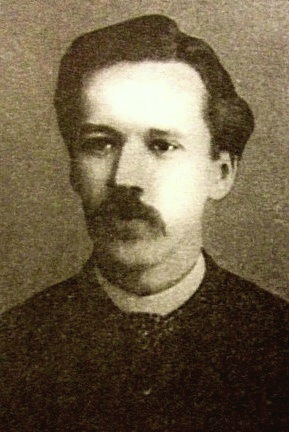
Сергей Зубатов

Осенью 1902 года Гапона познакомили с начальником Особого отдела Департамента полиции Сергеем Зубатовым. Зубатов занимался созданием подконтрольных полиции рабочих союзов, и Гапону предложили принять участие в этой работе. Цель Зубатова состояла в том, чтобы созданием легальных рабочих организаций парализовать влияние, оказываемое на рабочих революционной пропагандой. Зубатову удалось создать успешно действующие организации в Москве, Минске и Одессе, а в 1902 году он попытался перенести свой опыт в Петербург, где было основано Общество взаимного вспомоществования рабочих механического производства. Гапон был привлечён к организации этого общества как популярный в рабочей среде священник. По некоторым данным, Гапон пользовался покровительством петербургского градоначальника Николая Клейгельса, у которого был на хорошем счету и считался своим человеком. По инициативе градоначальника Гапону было поручено изучить взгляды Зубатова на рабочий вопрос и постановку дела в зубатовских организациях. Зимой 1902—1903 годов Гапон посещал собрания зубатовского общества, беседовал с Зубатовым и его учеником И. С. Соколовым, а затем в Москве ознакомился с деятельностью московской зубатовской организации. По итогам этой поездки Гапон написал доклад, копии которого были поданы градоначальнику Клейгельсу, митрополиту Антонию и самому Зубатову. В докладе Гапон подвергал критике существующие зубатовские организации и предлагал основать новое рабочее общество по образцу независимых английских профсоюзов. Главная идея Гапона состояла в том, что зубатовские общества слишком тесно связаны с полицией, что компрометирует их в глазах рабочих и парализует рабочую самодеятельность. По словам Гапона, тезисы его доклада были одобрены митрополитом и градоначальником, но не нашли сочувствия у Зубатова. С точки зрения Зубатова, взгляды Гапона на рабочий вопрос являлись «опасной ересью». Гапон и Зубатов горячо спорили по этому вопросу, но не приходили к единому мнению.

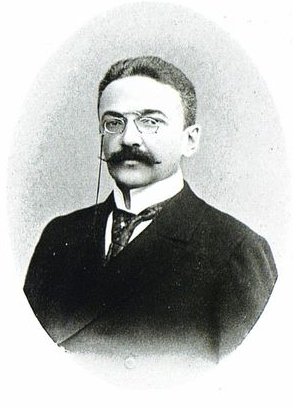
Алексей Лопухин

В августе 1903 года Зубатов из-за личной ссоры с министром внутренних дел Вячеславом Плеве был отправлен в отставку и выслан из Петербурга. Гапон был одним из немногих людей, приехавших на вокзал проститься с Зубатовым. По словам Гапона, Зубатов со слезами на глазах просил его не бросать рабочую организацию. После отъезда Зубатова петербургская организация осталась в подвешенном состоянии, и Гапон оказался его естественным преемником. В это время петербургское рабочее общество было крайне малочисленным и влачило жалкое существование. Осенью того же года Гапон взялся за воссоздание организации в соответствии со своими идеями. С этой целью он написал новый устав общества, резко ограничивающий вмешательство полиции в его внутренние дела. Согласно новому уставу, весь контроль над деятельностью организации осуществлялся её представителем, роль которого отводилась самому Гапону. Это делало его единственным посредником между рабочим обществом и администрацией. В докладе на имя директора Департамента полиции Алексея Лопухина Гапон писал, что не дело полиции — заниматься созданием рабочих организаций, «когда у неё и своего непосредственного дела по горло», и указывал на неудачные опыты такого рода в Москве, Одессе и Санкт-Петербурге. Далее Гапон указывал, что «в обществе существует облако предубеждений против полиции», и поэтому полиция должна «как бы отойти в сторону и уступить место общественной самодеятельности». Залогом успеха новой организации Гапон считал принцип рабочей самодеятельности, когда дело ведётся не чинами полиции, а кружком рабочих, проникшихся сознанием собственных интересов. Доклад Гапона был сочувственно встречен в министерстве внутренних дел, и 15 февраля 1904 года новый устав общества был утверждён заместителем министра Петром Дурново.
Создавая новое общество, Гапон не порывал отношений с отставленным Зубатовым и некоторое время поддерживал с ним переписку. В конце 1903 года в письме к Зубатову Гапон сообщал, что рабочие помнят его, как своего учителя, и рассказывал об успехах новой организации. В то же время Гапон подчёркивал, что новое общество устроено на новых началах:

Не скрываем, что идея своеобразного рабочего движения — Ваша идея, но подчёркиваем, что теперь связь с полицией порвана (так оно на самом деле и есть), что наше дело правое, открытое, что полиция только может контролировать нас, но не держать на привязи.— С. В. Зубатов. Зубатовщина // Былое. — СПб.: 1917. — № 4. — С. 170.
Сам Зубатов, как видно из его воспоминаний, относился к новшествам Гапона скептически, но повлиять на положение дел уже не мог. По мнению Зубатова, дальнейшая судьба организации была предопределена ложной постановкой дела, которую придали ему Гапон и его покровители. «Сдав рабочее дело на руки Гапону и сделав его тем самым лицом ответственным, местная власть считала, что ею все меры приняты, что дело рабочих не её непосредственное дело и… почила на лаврах. Гапон же, отдалив от рабочих власть в интересах личного тщеславия, лишился опоры при нападениях на его рабочих со стороны предпринимателей… Скверная постановка дела, естественно, привела к таким же результатам». «Итак, не будучи моим искренним сторонником, Гапон не мог быть моим естественным продолжателем», — заключал Зубатов.
После отставки Зубатова Департамент полиции поддерживал отношения с Гапоном через Евстратия Медникова, который не мог иметь на него никакого влияния. В то же время Гапон пользовался поддержкой директора Департамента полиции Лопухина и нового градоначальника Ивана Фуллона. Ни тот, ни другой не разбирались в рабочем вопросе, но полностью доверяли Гапону как человеку с хорошими рекомендациями. С Фуллоном Гапону даже удалось установить дружеские отношения, что сильно помогло ему в дальнейшей работе. Используя эти отношения, Гапон ещё больше изолировал своё общество от контроля со стороны властей и полиции. Вся информация о деятельности гапоновского общества поступала в министерство внутренних дел через градоначальника Фуллона, последний же, в свою очередь, получал её непосредственно от Гапона. Фуллон неоднократно сообщал министру о том, что Собрание является «твёрдым оплотом против проникновения в рабочую среду превратных социалистических учений». Гапон взял с градоначальника честное слово, что в его Собрании не будут производиться аресты. И действительно, по свидетельству гапоновских рабочих, «никто за всё время не был арестован, никого не выследили, хотя, случалось, говорили открыто и очень резко и беспартийные и партийные социалисты, что приходили к нам на собрания». Полицейские чины, пытавшиеся проникнуть в стены Собрания, изгонялись оттуда ссылкой на авторитет градоначальника. «Гоните их вон», — прямо говорил рабочим Гапон.

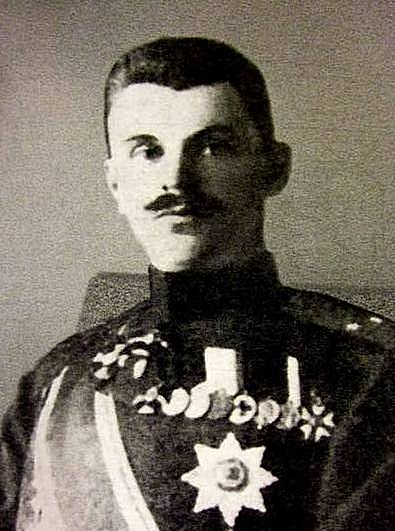
Александр Спиридович

По свидетельству рабочего Н. М. Варнашёва, Гапон систематически усыплял бдительность полиции, стремясь внушить властям доверие к Собранию и ослабить надзор за последним. «Работа в этом направлении была для Гапона очень нелёгкая, — вспоминал Варнашёв. — Это устанавливаю очень отчётливо по тому ощущению неловкости, которое испытывал, видя Гапона усталым, измотавшимся, за целый день околачивания порогов у властей, и неуверенного в успехе». В полиции были уверены, что благодаря внедрению Гапона в рабочую массу деятельность профсоюзов будет лояльной, подконтрольной и прогнозируемой. Сам Гапон впоследствии признавал, что его политика была основана на хитрости. «Я с самого начала, с первой минуты водил их всех за нос, — рассказывал Гапон. — На этом был весь мой план построен». «Трудно было, но для дела я на всё готов был идти». В результате вплоть до января 1905 года власти не знали, что происходит в стенах гапоновского Собрания, и события 9 января явились для них полной неожиданностью. Будущий начальник петербургского охранного отделения Александр Герасимов писал: «Поставленный руководителем политической полиции на такое ответственное место Гапон почти с самого начала был предоставлен самому себе, без опытного руководителя и контролёра… О контроле полиции за деятельностью общества давно уже не было и речи. Это было обычное общество с настоящими рабочими во главе. В их среде и Гапон совсем забыл о тех мыслях, которыми руководствовался вначале».
В конце 1904 года контакты Гапона с полицией прекратились, а 8 января 1905 года он был объявлен в розыск. После событий 9 января Гапон стал объектом самых активных поисков полиции, а после бегства за границу был взят под наблюдение Заграничной агентурой Департамента полиции. В литературе встречается мнение, что Гапон возобновил отношения с Департаментом полиции летом 1905 года через посредничество Е. П. Медникова. Эта информация приводится со ссылкой на Владимира Бурцева, а иногда на старшего помощника заведующего Особым отделом Департамента полиции Л. П. Меньщикова. Однако источник этой информации неизвестен, а по результатам исследований историка С. И. Потолова, она не подтверждается материалами филёрского наблюдения за Гапоном из архива французской полиции.

## Биография в 1903—1905 годах

### Во главе «Собрания русских фабрично-заводских рабочих»

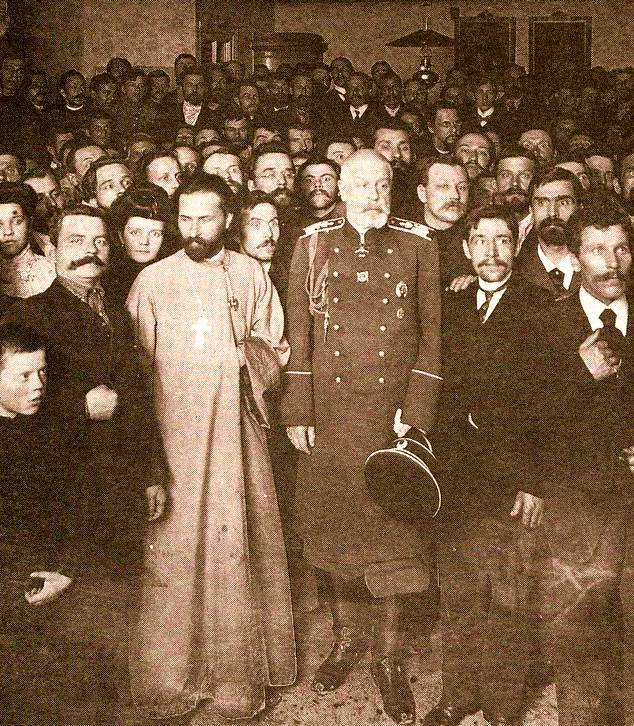
Г. А. Гапон и И. А. Фуллон на открытии Коломенского отдела «Собрания Русских фабрично-заводских рабочих г. Санкт-Петербурга». Осень 1904 года

В августе 1903 года после отставки Зубатова Гапон принялся за воссоздание зубатовской организации на новых началах. Собрав группу инициативных рабочих, Гапон предложил им «бросить форму московской организации, освободиться от опеки административных нянек и создать материальную независимость». Предложение было поддержано рабочими, и 30 августа 1903 года на Выборгской стороне на деньги рабочих была открыта первая чайная-клуб, ставшая центром нового общества. Встав во главе организации, Гапон быстро удалил из него ставленников Зубатова и назначил на все ответственные посты своих людей. В феврале 1904 года министерство внутренних дел утвердило написанный Гапоном устав профсоюза, и вскоре он был торжественно открыт под названием «Собрание русских фабрично-заводских рабочих г. Санкт-Петербурга».
С 8 января 1904 года по 12 января 1905 года священник Гапон Г. А. был настоятелем церкви Св. Благоверного князя Михаила Черниговского при Санкт-Петербургской городской пересыльной тюрьме.
Оказавшись во главе рабочего Собрания, Гапон развернул активную деятельность. Формально Собрание занималось организацией взаимной помощи и просветительством, однако Гапон придал ему иное направление. Из числа верных рабочих Гапон организовал особый кружок, который называл «тайным комитетом» и который собирался у него на квартире. Ближайшими соратниками Гапона по «тайному комитету» были рабочие И. В. Васильев и Н. М. Варнашёв. На собраниях кружка читалась нелегальная литература, изучалась история революционного движения и обсуждались планы будущей борьбы рабочих за свои права. Замысел Гапона состоял в том, чтобы объединить широкие рабочие массы и поднять их на борьбу за свои человеческие права, за свои экономические и политические интересы.
Первое время дело организации продвигалось туго, и до весны 1904 года численность Собрания не превышала нескольких сот человек. Стремясь расширить свою организацию, Гапон стал искать связей с влиятельными рабочими, которые могли бы привести в Собрание новых членов. Осенью 1903 года ему удалось привлечь к работе в Собрании влиятельную группу рабочих с Васильевского острова, известную под названием группы Карелина. Ведущую роль в этой группе играли супруги Алексей Карелин и Вера Карелина. В большинстве это были люди, прошедшие через социал-демократические кружки, но имевшие тактические расхождения с социал-демократической партией. Их объединяла нелюбовь к партийной интеллигенции и стремление найти пути для открытой деятельности в рабочих массах.
Помимо супругов Карелиных, в группу входили Д. В. Кузин, И. М. Харитонов, Я. И. Иванов, Г. С. Усанов, В. А. Князев, К. В. Белов и другие. Первое время представители группы относились к гапоновскому обществу с опасением, подозревая в нём очередную разновидность «зубатовщины» и «провокацию». Однако после ряда встреч и переговоров с Гапоном они убедились, что «Гапон — честный человек», и согласились с ним сотрудничать. Гапон открыл им свой замысел, состоявший в том, чтобы постепенно объединить рабочих всей страны. «Ежели мы, — говорил он, — устроим такие клубы, как в Петербурге, в Москве, Харькове, Киеве, Ростове-на-Дону, Иванове, то покроем постепенно такой сетью всю Россию. Объединим рабочих всей России. Может быть вспышка, всеобщая, экономическая, а мы предъявим требования политические».
В ноябре 1903 года А. Е. Карелин сообщал своему знакомому И. И. Павлову:

— Гапон по своему внутреннему существу — не только не провокатор, но, пожалуй, такой страстный революционер, что, может быть, его страстность в этом отношении несколько излишня. Он безусловно предан идее освобождения рабочего класса, но так как подпольную партийную деятельность он не находит целесообразной, то он считает неизбежно необходимым открытую организацию рабочих масс по известному плану и надеется на успешность своей задачи, если отдельные группы сознательных рабочих сомкнутся около него и дадут ему свою поддержку. Таким образом он думает организовать, ведя дело возможно осторожнее, рабочее общество, в которое должно войти возможно большее число членов. Насчитывая в обществе несколько десятков, а, может быть, и сотен тысяч, можно организовать такую пролетарскую армию, с которой в конце концов правительству и капиталистам придётся считаться в силу необходимости… Вот план Гапона, и мы полагаем, что план этот имеет будущность.— И. И. Павлов. Из воспоминаний о «Рабочем Союзе» и священнике Гапоне // Минувшие годы. — СПб.: 1908. — № 3. — Стр. 26—27.
По мнению некоторых исследователей, замысел Гапона восходил к идее всеобщей мирной стачки, выдвинутой его учителем-толстовцем И. М. Трегубовым.
В конце 1903 года рабочие из группы Карелина вступили в «Собрание» и заняли в нём руководящие посты. Карелин и его ближайшие товарищи вошли также в состав «тайного комитета», или «штаба», и приняли участие в выработке дальнейшей тактики организации. В марте 1904 года Г. А. Гапоном и рабочими И. В. Васильевым, Н. М. Варнашёвым, Д. В. Кузиным и А. Е. Карелиным была принята так называемая «программа пяти», ставшая тайной программой организации. Программа, содержавшая в себе как экономические, так и политические требования, впоследствии целиком вошла в состав петиции, с которой рабочие шли к царю 9 января 1905 года. «Распространяйте эти мысли, стремитесь к завоеванию этих требований, но не говорите, откуда они», — напутствовал рабочих Гапон.
Вступление в «Собрание» группы Карелина привело к быстрому росту численности организации. Карелинцы повели среди рабочих агитацию за вступление в «Собрание», убеждая их, что дело Гапона — дело чистое и не имеет ничего общего с полицейской затеей Зубатова. «Каждый, уверовав в Гапона и дело, весь отдавался ему и десятками давал таких членов, которые сами по себе представляли силу, вполне подготовленную и обработанную для пропаганды и агитации», — вспоминал Н. М. Варнашёв. С весны 1904 года рабочие стали вступать в «Собрание» массово, и численность «Собрания» в короткое время возросла до нескольких тысяч.
Группа Карелина оказала решающее влияние на дальнейшее направление деятельности «Собрания». Внутри руководства «Собрания» карелинцы образовали своего рода оппозицию, которая вынуждала Гапона считаться с её требованиями. По мнению И. И. Павлова, оппозиция играла в «Собрании» даже более важную роль, чем сам Гапон: «Гапон был нужен, как ширма, и ряса его этому способствовала. Но если бы не случилось Гапона, то движение всё равно выдвинуло бы кого-либо другого, у которого вместо рясы нашлось бы что-либо другое. В этом движении участвовала сама рабочая масса, выдвинувшая вперёд, в виде авангарда, отдельную группу, которая приняла, всосала в себя Гапона, и, всё время подталкивая его в желательном группе направлении, заставила его сделать то, что он должен был сделать».

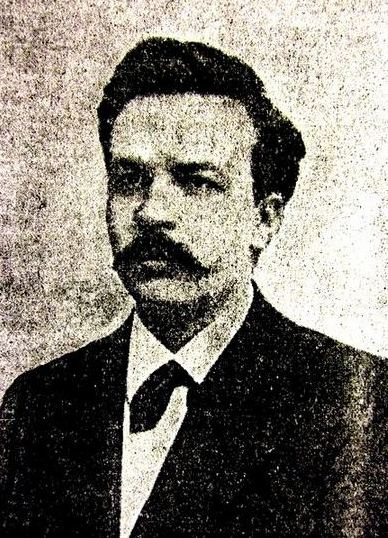
Иван Харитонов

С мая 1904 года стали открываться новые отделы «Собрания» в разных частях города, и до конца года было открыто 11 отделов. Открытие отделов не было предусмотрено уставом, но Гапон достигал своего, действуя «нахальством»: нанимал помещение и приглашал на освящение градоначальника, после чего полицейские власти уже не вмешивались и выдавали разрешение. Так удалось распространить деятельность «Собрания» по всему Петербургу.
Летом 1904 года Гапон в нарушение устава попытался распространить деятельность «Собрания» на другие города России. С этой целью он совершил поездки в Москву, Киев, Харьков и Полтаву. В Москве и Киеве Гапон посещал местные зубатовские организации и в присутствии рабочих критиковал их деятельность, ставя в пример успехи своей рабочей организации в Петербурге. При этом он убеждал рабочих отказаться от связей с администрацией и организоваться на началах самодеятельности, обещая своё содействие при проведении нового устава. Об этой деятельности Гапона стало известно местной администрации. По распоряжению московского генерал-губернатора Сергея Александровича Гапон был арестован и выслан из Москвы, и на него был написан донос министру внутренних дел, уличающий его в неуставной деятельности. Однако в это время министр В. К. Плеве был убит бомбой террориста, и донос остался без последствий. Похожая история произошла в Киеве, где генерал-губернатором был старый знакомый Гапона Н. В. Клейгельс. В Киеве Гапон заявил, что действует с разрешения директора Департамента полиции А. А. Лопухина. Однако начальник местного охранного отделения А. И. Спиридович был против создания в городе рабочих организаций и выехал в Петербург, где сообщил о своих сомнениях Лопухину. По словам Спиридовича, Лопухин возмущался нахальством и ложью Гапона, действовавшего без его ведома. Гапону было запрещено выходить за рамки Петербурга.
Осенью 1904 года по инициативе либерального «Союза освобождения» в стране началась кампания земских петиций. В земских петициях и в левой печати выдвигались требования конституции и народного представительства. В начале ноября 1904 года Гапон по своей инициативе установил связь с представителями «Союза освобождения» и пригласил их на заседание своего «тайного комитета». По приглашению Гапона на встречу прибыли Е. Д. Кускова, С. Н. Прокопович и В. Я. Яковлев-Богучарский. Либералы предложили рабочим присоединиться к земской кампании и обратиться к властям с такой же петицией, с какими выступали земские деятели. Гапон, со своей стороны, ознакомил их со своей мартовской «программой пяти».

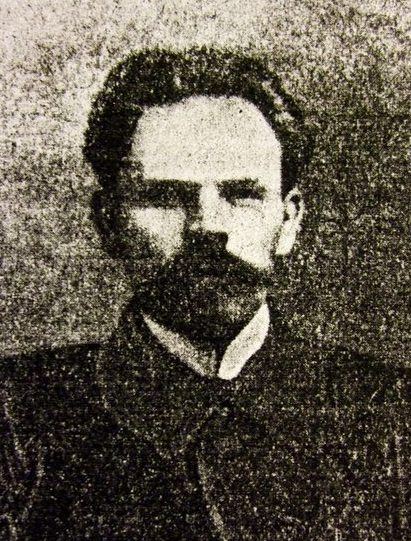
Герасим Усанов

28 ноября 1904 года предложение выступить с рабочей петицией было выдвинуто Гапоном на собрании председателей отделов «Собрания». Предложение было принято большинством голосов, причём решение о содержании и способе подачи петиции оставлялось на усмотрение Гапона. С этого момента руководители «Собрания» повели в массах агитацию за подачу петиции о рабочих нуждах. Перед руководителями отделов была поставлена задача увязывать в своих выступлениях экономические нужды рабочих с их политическим бесправием. По договорённости с «Союзом освобождения» в отделах стали распространяться либеральные газеты «Наша жизнь» и «Наши дни» («Сын отечества»). Газеты читались на рабочих собраниях, а руководители отделов давали им соответствующее толкование. «Газетная тактика» привела к резкой политизации «Собрания», что проявилось в быстром росте его численности. В декабре 1904 года оно насчитывало уже 9000 членов, а в начале января 1905 года возросло до 20 000 человек.
В декабре 1904 года вопрос о подаче петиции привёл к расколу в руководстве «Собрания». Штабная оппозиция во главе с А. Е. Карелиным и В. М. Карелиной настаивали на немедленной подаче петиции, тогда как Гапон и его сторонники считали её преждевременной. Гапон полагал, что подача петиции, не подкреплённая восстанием массы, приведёт только к аресту руководства «Собрания» и закрытию его отделов. Поэтому он считал необходимым как следует подготовить рабочих к выступлению. В это время у Гапона сложился план создания по всей России сети потребительских кооперативов, с помощью которых он рассчитывал организовать рабочих других городов, а также крестьян. Он даже заключил для этого договор с купцом А. Е. Михайловым, обязавшимся предоставить ссудный капитал. Однако оппозиция полагала, что именно теперь наступил тот самый момент, когда рабочие должны выступить со своими требованиями, и что другого случая может не представиться. Видя, что Гапон откладывает петицию на неопределённое будущее, оппозиция стала готовить почву для свержения его с пьедестала рабочего вождя. Отношения сторон обострились до предела. В это самое время произошёл инцидент с увольнением четырёх рабочих с Путиловского завода, который придал событиям новый оборот.

### Во главе январской рабочей забастовки 1905 года

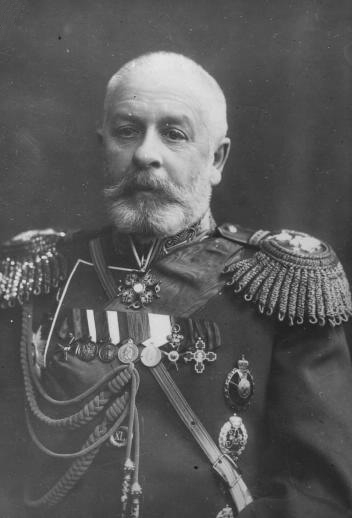
Иван Фуллон

В начале декабря 1904 года с Путиловского завода по решению мастера Тетявкина было уволено четверо рабочих — членов «Собрания»: Сергунин, Субботин, Уколов и Фёдоров. По утверждению администрации, они были уволены на законном основании. Однако в среде рабочих распространился слух, что они уволены за принадлежность к гапоновскому «Собранию». По информации И. И. Павлова, руководители Путиловского завода были обеспокоены стремительным ростом Нарвского отдела «Собрания», который угрожал вобрать в себя всех рабочих завода. Инцидент с увольнением рабочих рассматривался в Нарвском отделе, и там было решено, что они уволены незаконно, о чём было доведено до сведения Гапона. Вернувшись из Нарвского отдела, Гапон заявил своим сотрудникам, что видит в увольнении вызов, брошенный «Собранию» со стороны капиталистов. Гапон сказал, что «Собрание» должно вступиться за своих членов — в противном случае оно ничего не стоит, и он сам из него выйдет.
27 декабря состоялось заседание руководителей отделов «Собрания» на Васильевском острове, на котором обсуждался вопрос о путиловском инциденте. По итогам заседания было принято решение послать три депутации: одну — к директору завода С. И. Смирнову, другую — к фабричному инспектору С. П. Чижову и третью — к градоначальнику И. А. Фуллону. В принятой резолюции от заводчиков требовали восстановить на своих местах уволенных рабочих и уволить мастера Тетявкина. В случае отказа в выполнении требований рабочие заявляли, что не ручаются за сохранение в городе порядка. После принятия резолюции в более узком кругу руководителей «Собрания» был поднят вопрос о петиции. Гапон и на этом заседании был против петиции, убеждая рабочих вести только стачку. «Я человек практический и думаю, как бы не вышло из этого хуже, — говорил Гапон. — Я глубоко убеждён, что стачку мы выиграем, а петиция — нелепость сейчас». Оппозиция же считала, что именно сейчас наступил самый удобный момент.
По воспоминаниям А. Е. Карелина, исход дела решило его выступление: «Вышло так, что при голосовании разделились почти поровну и решающим должен был быть голос Гапона: как он скажет, так и будет. Сильно верили в него. Тогда я и сказал: „Товарищи! Нас называют зубатовцами. Но зубатовцы оправдали себя тем движением, что было от них в Одессе, а мы оправдаем себя подачей петиции“. Мои слова и были как будто бы последней каплей. Гапон сказал: „Хотите сорвать стачку, ну, срывайте!“ — и голосовал за выступление. Это и решило дело, так как большинство голосовало за Гапоном».

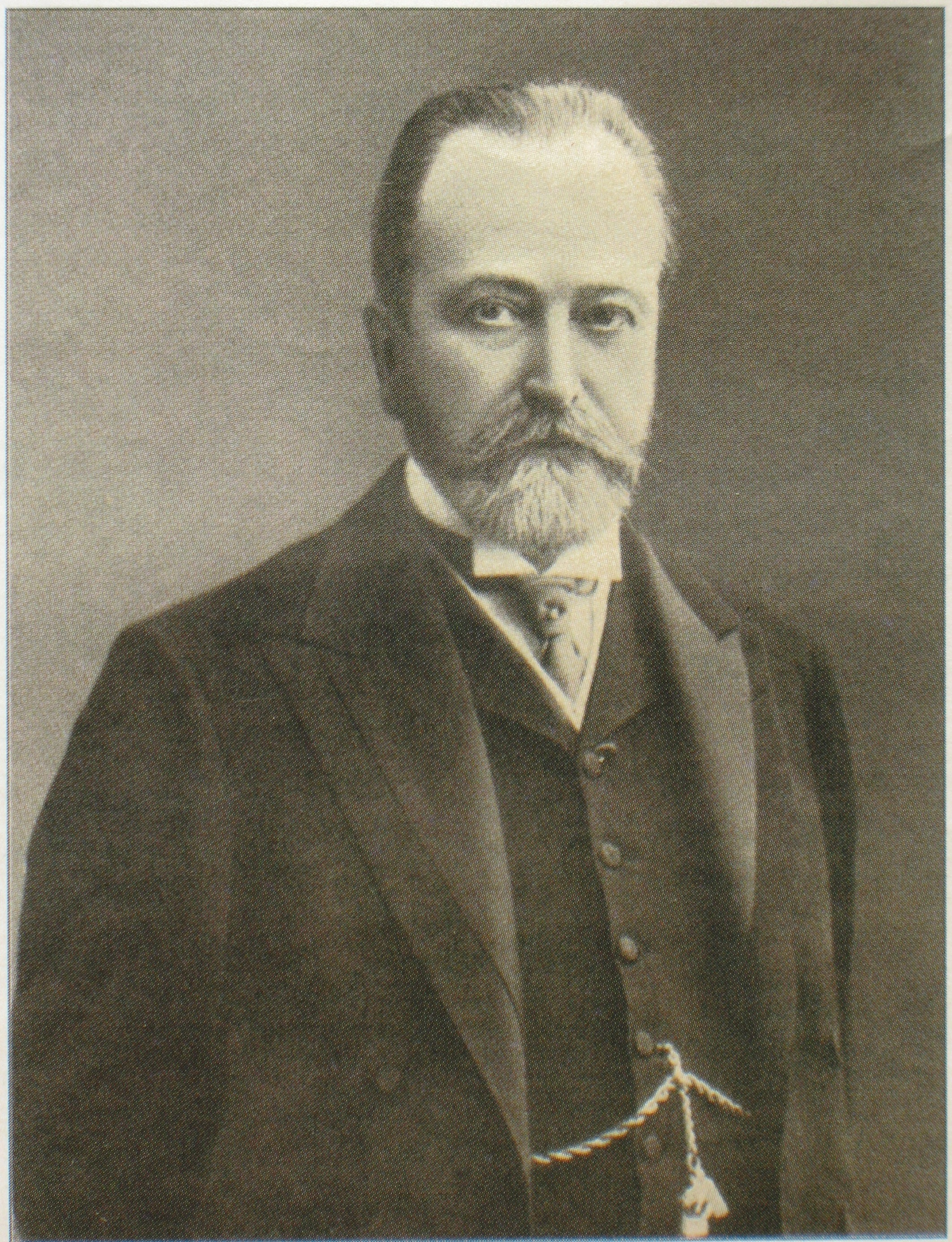
Владимир Коковцов

По итогам голосования было принято решение: в случае неисполнения требований рабочих объявить забастовку на Путиловском заводе и предъявить администрации более широкие экономические требования; если и тогда требования не будут выполнены, распространить забастовку ещё на несколько заводов и предъявить ещё более широкие требования; если же и на этот раз заводчики не уступят, обратить забастовку во всеобщую и использовать её для подачи петиции.
28 декабря депутации от рабочих явились к директору Смирнову и фабричному инспектору Чижову, и те отказали им во всех требованиях. При этом директор Смирнов закончил свою речь обвинениями в адрес Гапона, сказав, что он-то и есть главный враг рабочих. Градоначальник Фуллон, напротив, принял депутацию вежливо и обещал оказать содействие. В последующие дни Гапон вёл единоличные переговоры со Смирновым и Чижовым, убеждая их пойти на уступки, однако те остались непреклонны. По утверждению инспектора Чижова, в ходе разговора Гапон предложил ему перейти на сторону «Собрания», угрожая в противном случае пустить против него все средства: суд, печать и раздражение шести тысяч рабочих. Когда же Чижов спросил, означает ли «раздражение 6000 рабочих», что его могут убить, Гапон ответил положительно. Однако Чижов не поддался на угрозу. Впоследствии Чижов писал: «Получив отпор от директора С. И. Смирнова, священник Гапон увидел себя в положении человека, которому уже нельзя останавливаться на полпути: всколыхнутая часть рабочих не простила бы ему несбывшихся ожиданий, и он пустил в ход всё, чтобы поддержать свой авторитет».
Несмотря на отказ администрации и фабричной инспекции, Гапон до последнего надеялся на мирное урегулирование конфликта. Накануне Нового года в разговоре с И. И. Павловым Гапон высказал уверенность, что правительство, извещённое о требованиях рабочих, окажет давление на администрацию завода. «Мне кажется, что наверху успеют понять настоящее положение дела и не дадут развернуться событиям — пойдут на уступки, то есть сделают путиловской администрации внушение, и она удовлетворит наши пока мизерные требования», — говорил Гапон.

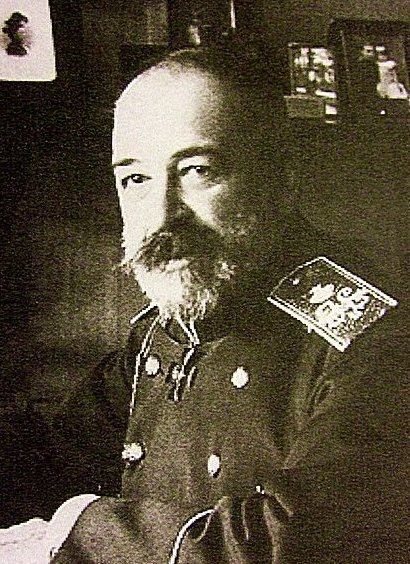
Пётр Святополк-Мирский

Гапон возлагал свои надежды на Фуллона, который вёл переговоры о восстановлении рабочих с С. Ю. Витте. Однако вопреки ожиданиям Гапона, требования так и не были удовлетворены. 2 января на собрании в Нарвском отделе было принято решение о начале забастовки, и 3 января Путиловский завод прекратил работу. Одновременно гапоновские рабочие начали печатать и распространять по заводам Петербурга списки широких экономических требований к администрации.
3 января у министра финансов В. Н. Коковцова состоялось совещание заводчиков и фабрикантов, на котором обсуждались меры по прекращению рабочей забастовки. По итогам этого совещания Коковцов написал доклад на имя императора, который был подан ему 5 января. В докладе Коковцов утверждал, что требования рабочих незаконны и невыполнимы для промышленников, а исполнение некоторых из них могло бы нанести тяжёлый урон российской промышленности. В частности, установление 8-часового рабочего дня на Путиловском заводе, выполнявшем ответственный заказ для Маньчжурской армии, могло бы привести к непоправимым последствиям на военном фронте и потому вообще недопустимо. Коковцов также обращал внимание царя на то, что забастовкой руководит допущенное властями «Собрание» во главе со священником Гапоном и сообщал, что обратился по этому поводу в Департамент полиции. Николай II ознакомился с докладом.
4 января Гапон во главе депутации явился к директору Путиловского завода Смирнову и зачитал ему список экономических требований. По поводу каждого пункта требований Гапон давал объяснения и возражал на замечания директора, причём неоднократно обращался к сопровождавшим его рабочим со словами: «Не так ли, товарищи?» Смирнов в очередной раз отказал удовлетворить требования, указав основания их невыполнимости. На следующий день забастовка была распространена на другие заводы Петербурга, и их руководству были предъявлены широкие экономические требования. 5 января Гапон ходил с депутацией в правление акционеров Путиловского завода и убедился, что требования рабочих не будут удовлетворены. 6 января Гапон отправился к министру внутренних дел П. Д. Святополк-Мирскому, но тот отказался его принять. После того, как стало ясно, что все экономические средства борьбы исчерпаны, Гапон решил перейти к политике и обратиться непосредственно к царю. В своих воспоминаниях Гапон писал: «Сознавая, что со своей стороны я сделал всё, чтобы сохранить мир, я решил, что другого исхода не было, как всеобщая забастовка, а так как забастовка эта, несомненно, вызовет закрытие моего союза, то я и поспешил с составлением петиции и последними приготовлениями».

### Шествие к царю и «Кровавое воскресенье»
6 января Гапон приехал в Нарвский отдел «Собрания» и произнёс зажигательную речь, в которой призывал рабочих обратиться со своими нуждами непосредственно к царю. Суть речи состояла в том, что на рабочего не обращают внимания, не считают его за человека, правды нигде нельзя добиться, все законы попраны, поэтому рабочие должны поставить себя так, чтобы с ними считались как с людьми. При этом Гапон призывал всех рабочих, с жёнами и детьми, идти 9 января в 2 часа дня к Зимнему дворцу.
В тот же день Гапон на основании предложенных ему набросков составил текст петиции на имя царя. В основу петиции была положена мартовская «программа пяти», к которой Гапон добавил пространное предисловие и краткое заключение. Предисловие, написанное в стиле церковного красноречия, включало в себя обращение к царю, описание бедственного положения и бесправия рабочих и требование немедленного созыва Учредительного собрания. «Не откажи в помощи Твоему народу, выведи его из могилы бесправия, нищеты и невежества, дай ему возможность самому вершить свою судьбу, сбрось с него невыносимый гнёт чиновников. Разрушь стену между Тобой и твоим народом, и пусть он правит страной вместе с Тобой», — писал царю Гапон. В кратком заключении Гапон от имени рабочих выражал готовность умереть у стен царского дворца, если просьба не будет исполнена:

Вот, Государь, наши главные нужды, с которыми мы пришли к Тебе! Повели и поклянись исполнить их, и Ты сделаешь Россию счастливой и славной, а имя своё запечатлеешь в сердцах наших и наших потомков на вечные времена. А не повелишь, не отзовёшься на нашу мольбу, — мы умрём здесь, на этой площади, пред Твоим дворцом. Нам некуда больше идти и незачем! У нас только два пути: — или к свободе и счастью, или в могилу. Укажи, Государь, любой из них, мы пойдём по нему беспрекословно, хотя бы это и был путь к смерти. Пусть наша жизнь будет жертвой для исстрадавшейся России! Нам не жалко этой жертвы, мы охотно приносим её!— Г. А. Гапон. Петиция рабочих Санкт-Петербурга для подачи царю Николаю II // Красная летопись. — Л.: 1925. — № 2. — С. 1.
Идея шествия ко дворцу «всем миром» возникла 6 января и принадлежала самому Гапону. Суть идеи была проста: петицию, поданную депутацией от рабочих, можно положить под сукно, но петицию, принесённую десятками тысяч рабочих — нельзя. Царь должен будет ответить на эту просьбу, и из этого ответа станет ясно, с кем он — с народом или против народа.
6, 7 и 8 января текст петиции зачитывался во всех отделах «Собрания», и под ним собирались тысячи подписей. По подсчёту историка Василия Богучарского, только 6 января под петицией было собрано не менее семи тысяч подписей. По подсчёту журналиста Н. Симбирского, всего было собрано не менее сорока тысяч подписей, а по оценке самого Гапона, их было более ста тысяч. Гапон разъезжал по отделам «Собрания», зачитывал петицию и давал ей толкование. Говорил Гапон просто и искренне и легко овладевал аудиторией. Секрет ораторского таланта Гапона состоял в том, что он говорил с рабочими на одном языке и выражал их собственные чувства и желания. После каждого пункта петиции Гапон давал ему краткое разъяснение и обращался к толпе с вопросом: «Нужно ли вам это, товарищи?» — «Нужно, необходимо!» — единым вздохом отвечала толпа. В конце речи Гапон требовал от рабочих поклясться, что они придут в воскресенье на площадь и не отступятся от своих требований, даже если им будет угрожать смерть.
По свидетельству очевидцев, толпа, возбуждённая Гапоном, пребывала в состоянии религиозной экзальтации. Люди плакали, топали ногами, стучали стульями, бились кулаками в стены и клялись, как один, явиться на площадь и умереть за правду и свободу. В «Собрании» царила атмосфера мистического экстаза. Люди складывали пальцы крестиками, показывая, что эти требования для них святы и их клятва равносильна присяге на кресте. Свидетельница событий Любовь Гуревич писала: «Быть может, никогда и нигде ещё революционный подъём огромных народных масс — готовность умереть за свободу и обновление жизни — не соединялся с таким торжественным, можно сказать, народно-религиозным настроением». Популярность самого Гапона в эти дни достигла небывалых размеров. Многие видели в нём пророка, посланного Богом для освобождения рабочего народа. Женщины подносили к нему для благословения своих детей. Люди видели, с какой лёгкостью останавливались огромные фабрики и заводы, и приписывали это «силе» Гапона. Прокурор Петербургской судебной палаты писал в записке на имя министра юстиции:

Названный священник приобрёл чрезвычайное значение в глазах народа. Большинство считает его пророком, явившимся от Бога для защиты рабочего люда. К этому уже прибавляются легенды о его неуязвимости, неуловимости и т. п. Женщины говорят о нём со слезами на глазах. Опираясь на религиозность огромного большинства рабочих, Гапон увлёк всю массу фабричных и ремесленников, так что в настоящее время в движении участвует около 200 000 человек. Использовав именно эту сторону нравственной силы русского простолюдина, Гапон, по выражению одного лица, «дал пощёчину» революционерам, которые потеряли всякое значение в этих волнениях, издав всего 3 прокламации в незначительном количестве. По приказу о. Гапона рабочие гонят от себя агитаторов и уничтожают листки, слепо идут за своим духовным отцом. При таком направлении образа мыслей толпы она, несомненно, твёрдо и убеждённо верит в правоту своего желания подать челобитную царю и иметь от него ответ, считая, что если преследуют студентов за их пропаганду и демонстрации, то нападение на толпу, идущую к царю с крестом и священником, будет явным доказательством невозможности для подданных царя просить его о своих нуждах.— Записки прокурора Петербургской судебной палаты министру юстиции 4—9 января 1905 г. // Красный архив. — Л.: 1935. — № 1. — С. 48.
6 января Гапон объявил о начале всеобщей забастовки, и к 7 января все заводы и фабрики Петербурга забастовали. Гапоновские рабочие проходили по предприятиям и без труда снимали людей с работы. Последним остановился Императорский фарфоровый завод. Делегат от завода сообщил Гапону, что их рабочие не желают бастовать. «Скажи рабочим фарфорового завода, — ответил Гапон, — если они завтра к полудню все не бросят работу, я пришлю туда тысячу человек, которые заставят их сделать это». На другой день казённый завод встал, как один человек.
Чтобы обеспечить мирный характер движения, Гапон вступил в переговоры с представителями революционных партий. 6 и 7 января он встречался с социал-демократами и эсерами и просил их не вносить раздор в народное движение. «Пойдём под одним знаменем, общим и мирным, к нашей святой цели», — говорил Гапон. 7 января Гапон устроил встречу с представителями революционных партий за Невской заставой. На встрече он убеждал их присоединиться к мирному шествию, не прибегать к насилию, не выбрасывать красных флагов и не кричать «Долой самодержавие!». По свидетельству участников встречи, Гапон выражал уверенность в успехе движения и полагал, что царь выйдет к народу и примет петицию. Гапон охотно развивал свой план действий. В случае, если царь примет петицию, он возьмёт с него клятву немедленно подписать указ о всеобщей амнистии и о созыве всенародного Земского собора. После этого он выйдет к народу и махнёт белым платком, — и начнётся всенародный праздник. Если же царь откажется принять петицию и не подпишет указ, он выйдет к народу и махнёт красным платком, — и начнётся всенародное восстание. В последнем случае всем разрушительным силам, к которым Гапон причислял и революционеров, предоставлялась полная свобода действий. «Тогда выбрасывайте красные флаги и делайте всё, что найдёте разумным», — говорил Гапон.
Таким образом Гапону удалось привлечь революционеров на свою сторону, и они вполне подчинились общему движению. Начиная с 6 января, партийным ораторам предоставлялся свободный доступ во все отделы «Собрания». Они выступали перед рабочими, призывали их идти к Зимнему дворцу и зачитывали гапоновскую петицию. Большевик Д. Д. Гиммер-Суханов поражался организаторской воле Гапона, который настолько подчинил себе партийных работников, что, выступая в отделах, они во всём копировали Гапона и даже говорили с его украинским акцентом.
7 января Гапон ходил на приём к министру юстиции Николаю Муравьёву и убеждал его оказать воздействие на царя и уговорить его принять петицию. «Падите ему в ноги, — говорил Гапон, — и умоляйте его, ради него самого, принять депутацию, и тогда благодарная Россия занесёт ваше имя в летописи страны». Муравьёв, подумав, ответил, что у него есть свой долг, которому он останется верен. На следующий день Муравьёв рассказал о своей встрече с Гапоном другим министрам. Гапон, по словам Муравьёва, — «убеждённый до фанатизма социалист; говорит, что его долг — положить живот за „други своя“, и говорит, что, собственно, рабочий вопрос — пустяки, что они только придрались к этому, а главное — [политика]». Это мнение было доведено до сведения императора Николая II, который записал в своём Дневнике 8 января: «Со вчерашнего дня в Петербурге забастовали все заводы и фабрики… Во главе рабочего союза — какой-то священник-социалист Гапон».
Чтобы не дать властям повода применить силу, Гапон решил придать движению максимально мирный характер. Было решено, что народ пойдёт к царю абсолютно безоружным и не допустит никаких беспорядков. Эту мысль Гапон настойчиво внушал рабочим в своих выступлениях. По словам очевидца, Гапон «грозно, подобно Савонароле, требовал и заклинал — и весь народ громогласно повторял вслед за ним в собраниях эту клятву — не прикасаться к спиртным напиткам, не иметь при себе оружия, даже перочинных ножей, и не применять грубой силы при столкновении с властями».
Предвидя, что царь не захочет выйти к народу из опасения за свою жизнь, Гапон потребовал от руководящего кружка рабочих поклясться, что они гарантируют безопасность царя ценой своей собственной жизни. «Если что-либо случится с царём, я первый покончу с собой на ваших глазах, — говорил Гапон. — Вы знаете, что я умею держать слово, а в этом я клянусь вам». По распоряжению Гапона изо всех отделов были выделены особые дружины, которые должны были обеспечить охрану царя. Таковых было до тысячи человек, и они должны были наблюдать за порядком во время мирного шествия.
Накануне выступления Гапон направил письма министру внутренних дел Петру Святополк-Мирскому и царю Николаю II с призывом избежать кровопролития. В своём письме к царю Гапон писал:

Государь, боюсь, что Твои министры не сказали Тебе всей правды о настоящем положении вещей в столице. Знай, что рабочие и жители г. Петербурга, веря в Тебя, бесповоротно решили явиться завтра в 2 часа пополудни к Зимнему дворцу, чтобы представить Тебе свои нужды и нужды всего русского народа. Если Ты, колеблясь душой, не покажешься народу и если прольётся неповинная кровь, то порвётся та нравственная связь, которая до сих пор ещё существует между Тобой и Твоим народом. Доверие, которое он питает к Тебе, навсегда исчезнет. Явись же завтра с мужественным сердцем пред Твоим народом и прими с открытой душой нашу смиренную петицию. Я, представитель рабочих, и мои мужественные товарищи ценой своей собственной жизни гарантируем неприкосновенность Твоей особы.— Г. А. Гапон. Письмо к царю Николаю II // Священника Георгия Гапона ко всему крестьянскому люду воззвание. — 1905. — С. 13.
8 января товарищ министра внутренних дел К. Н. Рыдзевский подписал ордер на арест Гапона. Однако арестовать его не удалось, так как Гапон был окружён плотной толпой рабочих и для его ареста потребовалось бы принести в жертву не менее десяти человек полиции.

8 января, выступая перед рабочими, Гапон уже высказывал мысль, что царь может не выйти к народу и выслать против него войска. В таких случаях он заканчивал свою речь словами: «И тогда у нас больше нет царя!» — и вся толпа отвечала хором: «Нет царя…». Накануне шествия вожаки движения уже не верили, что царь примет петицию. По словам А. Е. Карелина, «ни у Гапона, ни у руководящей группы не было веры в то, что царь примет рабочих и что даже их пустят дойти до площади. Все хорошо знали, что рабочих расстреляют». 

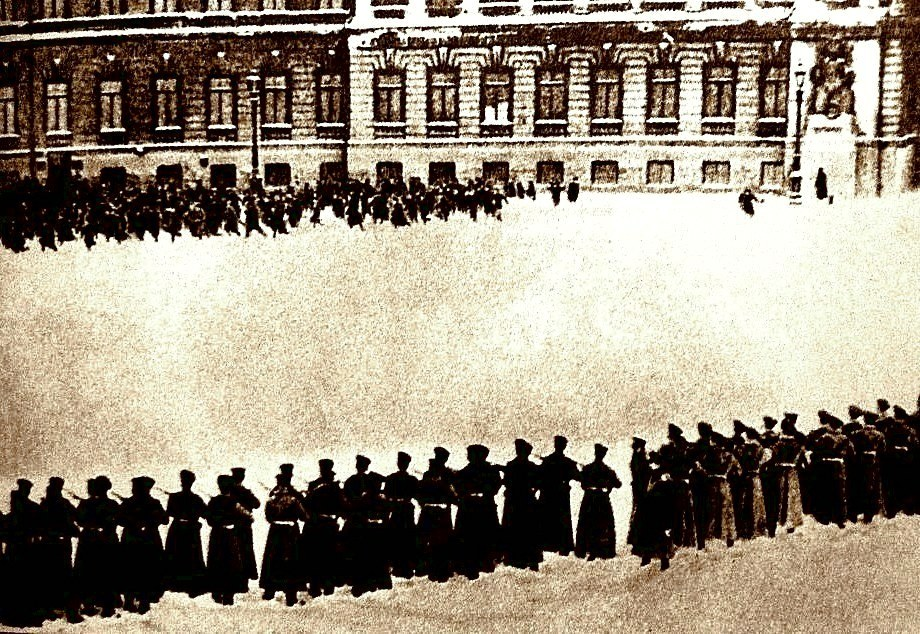
Расстрел рабочего шествия 9 января 1905 года. Кадр из фильма «Девятое января» (1925)

 По словам Н. М. Варнашёва, «все ясно осознавали нравственную ответственность за предстоящие жертвы, ибо ни у кого не было сомнений в предстоящей кровавой расправе правительства с народом». Но остановить движение уже было невозможно, так как оно приняло стихийный характер. Вожаки решили, что они докажут чистоту и честность своих намерений, если, шествуя во главе своих отделов, безоружные, без ропота разделят общую судьбу.
В одной из последних речей накануне шествия Гапон говорил: «Здесь может пролиться кровь. Помните — это будет священная кровь. Кровь мучеников никогда не пропадает — она даёт ростки свободы…». Вечером 8 января Гапон и руководители «Собрания» поехали в фотографию и снялись «на прощание», после чего разъехались по своим отделам.
Утром 9 января Гапон во главе Нарвского отдела «Собрания» двинулся в направлении Зимнего дворца. С ним шло не менее 50 000 человек. Другие рабочие шли от своих отделов, рассчитывая соединиться на Дворцовой площади. Перед выступлением Гапон обратился к толпе со словами: «Если царь не исполнит нашу просьбу, значит, у нас нет царя». В последний момент было решено придать процессии характер крестного хода. Из ближайшей часовни были взяты четыре хоругви, иконы и священническая епитрахиль, в которую облачился Гапон. Впереди шествия несли портреты царя и большой белый флаг с надписью: «Солдаты! Не стреляйте в народ!». Когда толпа приблизилась к Нарвской заставе, её атаковал отряд кавалерии. Гапон скомандовал: «Вперёд, товарищи! Или смерть, или свобода!» — после чего толпа сомкнула ряды и продолжала движение.
«Наэлектризованные агитацией, толпы рабочих, не поддаваясь воздействию обычных обще-полицейских мер и даже атакам кавалерии, упорно стремились к Зимнему дворцу», — говорилось в правительственном докладе. В это время по толпе были произведены ружейные залпы, и первые ряды повалились на землю. Залпами были убиты ближайшие соратники Гапона — рабочий Иван Васильев и телохранитель М. Филиппов, шедшие рядом с ним. Сам Гапон получил лёгкое ранение в руку и был повален на землю общим напором толпы. После последнего залпа задние ряды обратились в бегство, и шествие было рассеяно. Этот день вошёл в историю под названием «Кровавого воскресенья».

## Биография в 1905—1906 годах

### Бегство за границу и деятельность в эмиграции
После расстрела демонстрации Гапона увёл с площади эсер П. М. Рутенберг. По дороге Гапона подстригли, переодели в светскую одежду, отданную одним из рабочих, а затем привели на квартиру писателя Максима Горького. Увидев Гапона, Горький обнял его, заплакал и сказал, что теперь «надо идти до конца». На квартире Горького Гапон написал послание к рабочим, в котором призывал их к вооружённой борьбе против самодержавия. В своём послании Гапон писал: «Родные товарищи-рабочие! Итак, у нас больше нет царя! Неповинная кровь легла между ним и народом. Да здравствует же начало народной борьбы за свободу!». Вечером того же дня Гапон вместе с Горьким пришёл на собрание левой интеллигенции в Вольно-экономическом обществе. Выступая перед собравшимися, Гапон призвал их поддержать народное восстание и помочь рабочим добыть оружие. Во время выступления он зачитывал документы, из которых следовало, что инициаторами расстрела шествия были дяди царя — Владимир Александрович и Сергей Александрович. После выступления Гапона увели и спрятали на квартире литератора Ф. Д. Батюшкова. Здесь он написал ещё несколько посланий к рабочим с призывом к восстанию. В одном из посланий Гапон писал:

Родные, кровью спаянные братья, товарищи-рабочие! Мы мирно шли 9-го к царю за правдой. Мы предупредили об этом его опричников-министров, просили убрать войска, не мешать нам идти к нашему царю. Самому царю я послал 8-го письмо в Царское Село, просил его выйти к своему народу с благородным сердцем, с мужественной душой. Ценой собственной жизни мы гарантировали ему неприкосновенность его личности. И что же? Невинная кровь всё-таки пролилась. Зверь-царь, его чиновники-казнокрады и грабители русского народа сознательно хотели быть и сделались убийцами безоружных наших братьев, жён и детей. Пули царских солдат, убивших за Нарвской заставой рабочих, нёсших царские портреты, простреливали эти портреты и убили нашу веру в царя. Так отомстим же, братья, проклятому народом царю, всему его змеиному царскому отродью, его министрам и всем грабителям несчастной русской земли! Смерть им всем!— Г. А. Гапон. Третье послание к рабочим // Священника Георгия Гапона ко всему крестьянскому люду воззвание. — 1905. — С. 14—15.
В первые дни после расстрела шествия Гапон всерьёз рассчитывал на массовое народное восстание. В своих воспоминаниях он писал: «Я думал, что восстание возможно и, конечно, считал своею обязанностью стать во главе движения. Я организовал и повёл народ на мирную демонстрацию, тем более моею обязанностью было вести его тем единственным путём, который нам оставался». Однако, вопреки ожиданиям Гапона, массового восстания не последовало, а в городе произошли лишь отдельные беспорядки. Лидеры гапоновского «Собрания» были арестованы и посажены в тюрьму, и он утратил всякую связь со своими рабочими. По настоянию эсеров Гапон решил выехать из Петербурга, а через несколько дней было решено переправить его за границу. Рутенберг дал ему адреса и пароли для перехода через границу и для явки за границей. Однако по дороге Гапон разминулся с ожидавшими его, и перешёл границу самостоятельно. Прибыв в пограничный район, Гапон заключил сделку с местными контрабандистами, и в конце января один, без документов перешёл русско-германскую границу близ Тауроггена. При переходе границы в Гапона стрелял солдат-пограничник, но промахнулся.

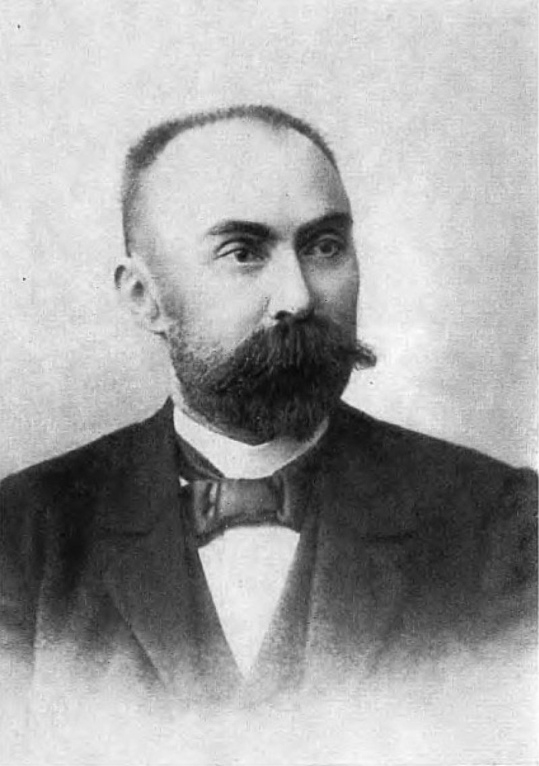
Георгий Плеханов

В начале февраля 1905 года Гапон прибыл в Женеву — главный центр зарубежной деятельности русских революционеров. В это время о священнике-революционере писали все европейские газеты, и имя его было у всех на слуху. В короткое время Гапон приобрёл за границей такую славу, какой в прошлом не пользовался ни один русский революционер. Не зная иностранных языков, Гапон зашёл в Женеве в русскую библиотеку и назвал своё имя библиотекарю. Библиотекарь, который оказался социал-демократом, немедленно отвёл его на квартиру Г. В. Плеханова. Плеханов встретил Гапона с распростёртыми объятиями и устроил ему чествование, на которое были приглашены главные лидеры социал-демократической партии — В. И. Засулич, П. Б. Аксельрод, Л. И. Аксельрод, А. Н. Потресов, Ф. И. Дан и другие. Здесь, по словам Гапона, его «взяли в плен» и несколько дней подвергали обработке, пытаясь обратить в правоверного социал-демократа. В разговоре Гапон высказал свою симпатию к социал-демократическому учению, и на следующий день в газетах появилось сообщение, что Гапон объявил себя социал-демократом. По словам Л. Г. Дейча, социал-демократы, действительно, «не прочь были иметь его в своих рядах, но при условии, что он усвоит марксистское мировоззрение и не будет претендовать на роль большую той, на какую дадут ему право его знания и способности». Однако Гапон не проявил стремления к теоретическим знаниям, и вскоре сблизился с эсерами, которых считал «практическими» людьми.
Переехав к эсерам, Гапон поселился на квартире Л. Э. Шишко. Здесь с ним познакомились главные деятели партии эсеров — В. М. Чернов, Б. В. Савинков, Е. К. Брешко-Брешковская, М. Р. Гоц, Е. Ф. Азеф, Н. С. Русанов и другие. Эсеры окружили Гапона почитанием, за всё хвалили и познакомили с видными французскими политиками — Ж. Жоресом и Ж. Клемансо. В это время Гапон активно готовился к новому революционному выступлению, в котором рассчитывал сыграть главную роль. Готовясь встать во главе восстания, Гапон учился верховой езде, стрельбе из пистолета и искусству изготовления бомб. Речь его в это время пестрела отборной руганью в адрес царских властей и большим количеством слов, производных от слова «кровь». В беседах с эсерами Гапон говорил, что поклялся отомстить за 9 января и готов использовать для этого любые средства. Чтобы подготовить народ к восстанию, Гапон писал революционные воззвания, которые печатались эсерами и нелегально ввозились на территорию России. В своих воззваниях он призывал к самым крайним методам борьбы с самодержавием. Так, в «Воззвании ко всему крестьянскому люду» он писал:

Вперёд же, братцы, без оглядки назад, без сомненья да малодушья. Быть не должно возврата для богатырей-героев. Вперёд! Наступает суд, грозный суд, страшный суд над всеми нашими обидчиками, за все наши слёзы, стоны ведомые и неведомые. Разобьёмте оковы, цепи своего рабства. Разорвёмте паутину, в которой мы, бесправные, бьёмся! Раздавим, растопчем кровожадных двуногих пауков наших! Широким потоком вооружённого народного восстания прокатимся по всей русской земле, сметём всю нечисть, всех гадов смердящих, подлых ваших угнетателей и стяжателей. Разобьём вдребезги правительственный насос самодержавия — насос, что кровь нашу из жил тянет, выкачивает, поит, вскармливает лиходеев наших досыта. Да здравствует же народное вооружённое восстание за землю и волю! Да здравствует же грядущая свобода для всех вас, о российския страны, со всеми народностями! Да здравствует же всецело от рабочего трудового народа правление (Учредительное Собрание)! И да падёт вся кровь, имеющая пролиться — на голову палача-царя да на голову его присных!
— Г. А. Гапон. Воззвание ко всему крестьянскому люду // Священника Георгия Гапона ко всему крестьянскому люду воззвание. — 1905. — С. 12.

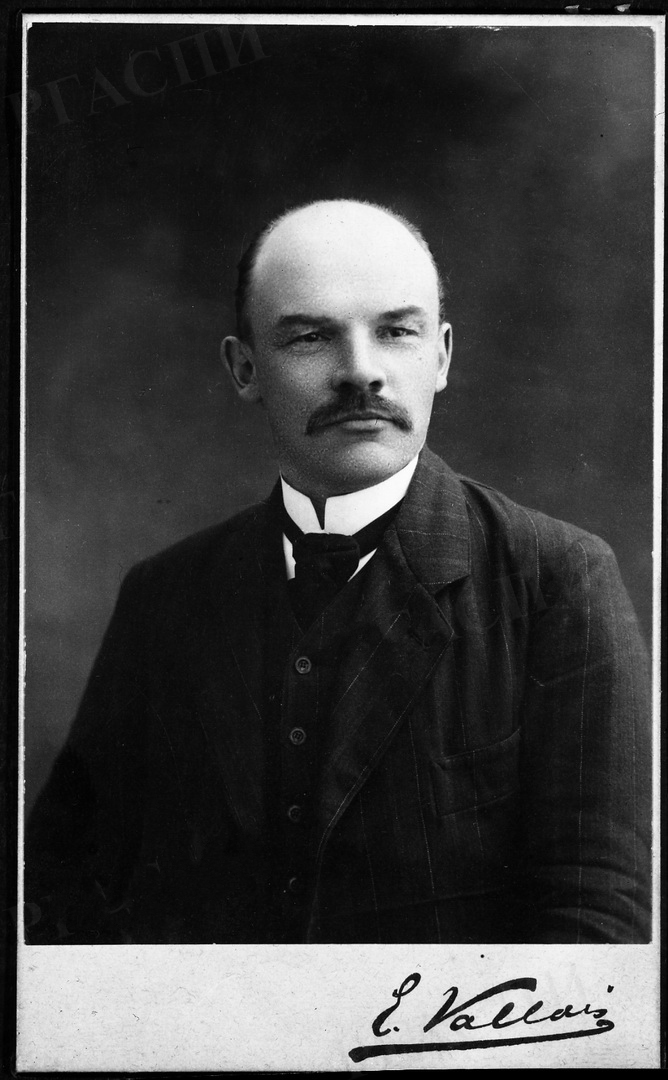
Владимир Ленин

В таком же духе было выдержано «Воззвание к петербургским рабочим и ко всему российскому пролетариату», написанное 7 (20) февраля 1905 года. Тем же числом датировано «Письмо к Николаю Романову, бывшему царю и настоящему душегубцу Российской империи», в котором Гапон призывал царя отречься от престола и отдать себя на суд русскому народу. Письмо было в подлиннике отправлено самому царю. 10 (23) марта 1905 года Правительствующий Синод по представлению митрополита Антония (Вадковского) от 4 (17) марта лишил Гапона сана священника и исключил из духовного звания.
В феврале 1905 года Гапон выступил с инициативой созыва межпартийной конференции, которая должна была объединить все революционные партии России в деле вооружённого восстания. Идея такой конференции принадлежала финскому революционеру К. Циллиакусу и была подсказана Гапону эсерами. Гапон с энтузиазмом схватился за эту идею и 7 (20) февраля обратился с «Открытым письмом к социалистическим партиям России», в котором призывал их объединиться в борьбе с самодержавием. Письмо было отправлено в Международное социалистическое бюро и разослано всем заинтересованным организациям. Чтобы обеспечить представительство революционных партий, Гапон вёл предварительные переговоры с их лидерами. Гапон встречался с представителями меньшевиков, большевиков, Бунда, «Союза освобождения» и различных национальных партий.
В начале февраля Гапон встретился с лидером большевиков В. И. Лениным. По воспоминаниям Н. К. Крупской, накануне встречи «Ильич не зажигал у себя в комнате огня и шагал из угла в угол. Гапон был живым куском нараставшей в России революции, человеком, тесно связанным с рабочими массами, беззаветно верившими ему, и Ильич волновался этой встречей». Встреча состоялась на нейтральной территории, в кафе, и прошла успешно. Ленин горячо поддержал идею объединения и обещал выступить с ней на ближайшем съезде социал-демократической партии. По итогам встречи Ленин написал статью «О боевом соглашении для восстания», в котором приводил текст письма Гапона и выражал ему поддержку. Выступая на III съезде РСДРП, Ленин характеризовал Гапона как «человека безусловно преданного революции, инициативного и умного, хотя, к сожалению, без выдержанного революционного миросозерцания». Рассказывая о встречах Ленина с Гапоном, Крупская писала: «Тогда Гапон был ещё обвеян дыханием революции. Говоря о питерских рабочих, он весь загорался, он кипел негодованием, возмущением против царя и его приспешников. В этом возмущении было немало наивности, но тем непосредственнее оно было. Это возмущение было созвучно возмущению рабочих масс». На прощание Ленин посоветовал Гапону «не слушать лести» и «учиться».

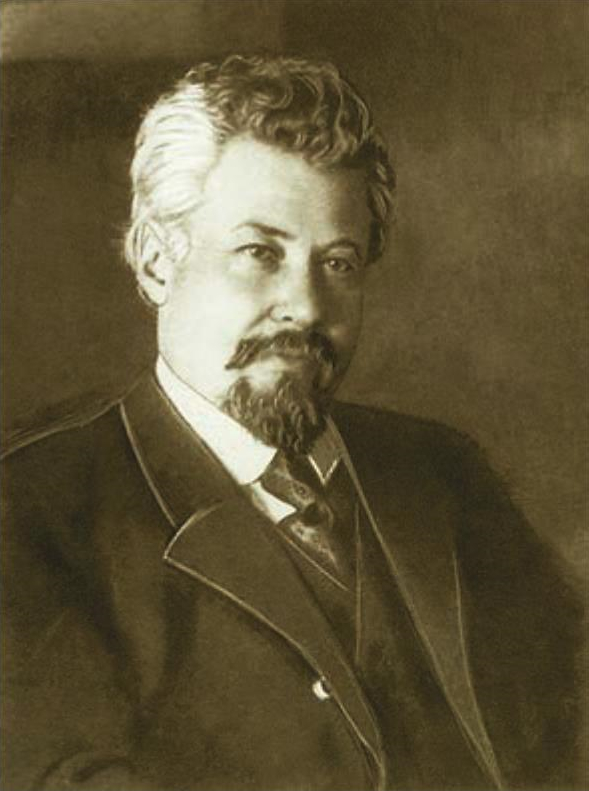
Виктор Чернов

Объединительная деятельность Гапона вызвала большую тревогу у царских властей. В марте 1905 года заведующий заграничной агентурой Департамента полиции Л. А. Ратаев писал своему начальству: «Вопрос о слиянии партии эсеров с социал-демократами для совместных террористических действий подвигается быстрыми шагами вперёд… Положение становится день ото дня серьёзнее и опаснее». Информацию о деятельности Гапона Департамент полиции получал от своего агента Е. Ф. Азефа. Азеф писал Ратаеву подробные доносы, в которых сообщал о месте жительства Гапона, его конспиративных кличках и всех предпринимаемых им шагах.
Женевская межпартийная конференция состоялась в апреле 1905 года. На неё съехались представители одиннадцати революционных партий России. Председательствующим на ней был избран Гапон, секретарём — эсер С. А. Ан-ский. Несмотря на уход с конференции социал-демократов, она дала ценные практические результаты. По итогам конференции были приняты две декларации, в которых провозглашались общие цели собравшихся партий: вооружённое восстание, созыв Учредительного собрания, провозглашение демократической республики и социализация земли. На конференции было достигнуто соглашение о создании единого боевого комитета, который должен был руководить подготовкой восстания. Кроме самого Гапона, в состав комитета вошли Е. К. Брешко-Брешковская и князь Д. А. Хилков. Назначение боевого комитета состояло в том, чтобы увеличить моральную силу революции, создать веру в единство революционных сил и облегчить боевые соглашения между партиями внутри России.
В мае 1905 года Гапон на короткое время вступил в партию эсеров. Инициатором его вступления был П. М. Рутенберг. Как следует из мемуаров Рутенберга, эсеры надеялись, что партийная дисциплина свяжет Гапона и удержит его от попыток проводить самостоятельную политику. Гапону было предложено заняться изданием «Крестьянской газеты». Однако у самого Гапона были иные планы. По словам С. А. Ан-ского, Гапон попытался подчинить всю партию эсеров и руководить всеми её делами. Едва вступив в партию, он потребовал, чтобы его ввели в центральный комитет и посвятили во все конспиративные дела. В этом ему было отказано, и Гапон остался недоволен, так как не мог смириться с положением рядового члена партии.

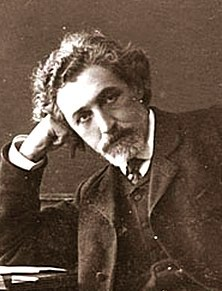
Семён Ан-ский

По мнению эсеров, поведение Гапона объяснялось его крайним самолюбием. «Совершенно не понимая необходимости партийных программ и партийной дисциплины, считая деятельность революционных партий вредной для цели восстания, он глубоко верил только в себя, был фанатически убеждён, что революция в России должна произойти только под его руководством», — вспоминал Ан-ский. По словам же В. М. Чернова, Гапон вообще был типичным анархистом, неспособным участвовать в хоровом деле и спеваться с другими, как с равными: «Если хотите, он по натуре был полный, абсолютный анархист, неспособный быть равноправным членом организации. Всякую организацию он мог себе представить лишь как надстройку над одним всесильным личным влиянием. Он должен был один стоять в центре, один всё знать, один сосредоточивать в своих руках все нити организации и дёргать ими крепко привязанных на них людей как вздумается и когда вздумается».
Поэтому Гапону предложили выйти из партии, и с лета 1905 года он повёл собственную политику. О своих отношениях с партийными революционерами сам Гапон позднее говорил: «Очень их уважаю, в особенности некоторых отдельных лиц ценю, например, Шишко, — но не могу же я подчиниться им, влезть в их рамки».

### Основание «Всероссийского Рабочего Союза»
В апреле—мае 1905 года Гапон возобновил связи с петербургскими рабочими. К этому времени лидеры гапоновского «Собрания» были выпущены из тюрьмы и возобновили нелегальную деятельность. В мае рабочие получили от Гапона письмо, в котором он рассказывал о своей жизни за границей и делился дальнейшими планами. В письме Гапон, в частности, писал: «Здесь мой авторитет весьма силён, популярность велика, но не особенно меня вся эта мишура радует. Гвоздём у меня сидит мысль, как бы организовать пролетариат, как бы объединить его, двинуть его в решительный смертельный бой за свободу и счастье народов, на смерть врагу для победы трудящихся». Далее Гапон давал характеристику революционных партий: социал-демократов называл «талмудистами» и «фарисеями», а про эсеров говорил, что его не удовлетворяет их программа и тактика.

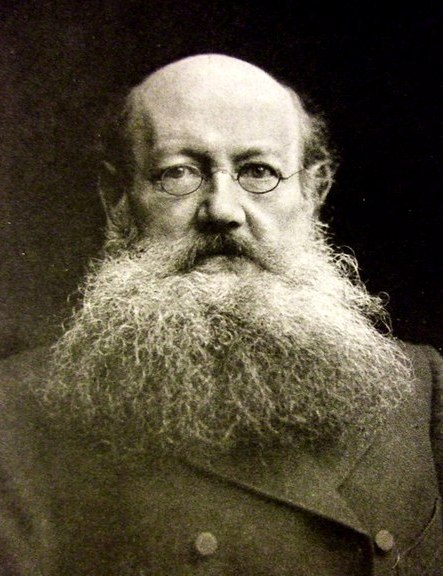
Пётр Кропоткин

В мае—июне 1905 года Гапон вместе с рабочими принялся за создание новой организации, которую предполагалось назвать «Всероссийским Рабочим Союзом». С этой целью в Петербург был нелегально отправлен рабочий Н. Петров, бежавший за границу после 9 января. Совместно с рабочими Гапон разработал документы будущей организации, главным из которых было «Воззвание рабочему народу городов и деревень от „Российского Рабочего Союза“». В воззвании говорилось, что «социалистические партии оказались бессильными взять в свои руки руководство массами» и поэтому группа рабочих Петербурга «решила организовать сначала питерских рабочих, а затем, по мере возможности, и провинциальных рабочих и крестьян в Российский Рабочий и Крестьянский Союз». Идеология новой организации строилась на принципе народной самодеятельности: чтобы «организация пролетариата в Рабочую партию велась бы снизу самим пролетариатом, а не сверху, оторванными от жизни интеллигентами». Инициатива Гапона была активно поддержана либералами из «Союза освобождения» во главе с П. Б. Струве. В июле 1905 года в письме к С. Н. Прокоповичу Струве писал: «Следует, не теряя времени, приехать за границу для переговоров и соглашения с Гапоном и основания совместно с ним рабочей партии и начертания плана кампании. Это станет крупным делом и его нужно как можно скорее подвинуть вперёд». Идея рабочей партии была поддержана также Максимом Горьким, который в том же месяце писал, что в Питере «быстро и крепко сливается новая партия, исключительно — рабочие, бывшие члены Гапонова общества», и определял их численность в 30 000 человек. По утверждению Гапона, Горький обещал пожертвовать на счёт «Рабочего Союза» 100 тысяч рублей, однако впоследствии отказался от этого под влиянием большевиков.
Летом 1905 года Гапон поселился в Лондоне, где познакомился с местными русскими эмигрантами — П. А. Кропоткиным, Н. В. Чайковским, Ф. В. Волховским и другими. С Кропоткиным у Гапона установились самые дружеские отношения — к нему он относился с большим уважением и ставил его выше всех русских революционеров. Под влиянием Кропоткина Гапон увлёкся идеями анархо-синдикализма и продолжал интересоваться этим учением и после возвращения в Россию. Кропоткин, со своей стороны, говорил, что Гапон — это «большая революционная сила» и защищал его от нападок партийных революционеров. Кропоткин познакомил Гапона с английскими тред-юнионами, которые заинтересовались положением рабочих в России и обещали пожертвовать крупные суммы денег на гапоновский «Рабочий Союз».
Сам Кропоткин по просьбе Гапона написал брошюру «Русский рабочий союз», в которой излагал историю рабочего движения на Западе и предлагал свой проект программы будущего «Союза». В брошюре Кропоткин, в частности, писал: «Долг рабочих — самим двинуть своё дело вперёд. Вот в чём задача русского рабочего движения. Принявши всё это в соображение, мы с глубокою радостью встречаем мысль об основании Рабочего Союза, если только он поставит себя независимо от существующих политических партий».
Проживая в Лондоне, Гапон получил от английского издательства заказ на написание своей автобиографии. Для работы над книгой Гапон пригласил журналиста Давида Соскиса, который писал под диктовку Гапона на английском языке. Через несколько месяцев книга была готова и вышла большими тиражами под заглавием «The Story of My Life» («История моей жизни»). Впоследствии книга была переведена на многие языки мира, включая русский. Деньги, заработанные литературным трудом, Гапон жертвовал на нужды рабочей организации. Последняя глава книги называлась «Будущее русской революции» и заканчивалась следующими словами:

…По всему этому я могу с уверенностью сказать, что борьба идёт быстро к концу, что Николай II готовит себе судьбу одного из английских королей или французского короля недавних времён, что те из его династии, которые избегнут ужасов революции, в недалёком будущем будут искать себе убежища на Западе.— Г. А. Гапон. История моей жизни. — М.: «Книга», 1990. — С. 47—48.
Тем же летом Гапон по просьбе еврейской общины написал небольшую брошюру против еврейских погромов. Брошюра вышла под названием «Послание к русскому крестьянскому и рабочему народу от Георгия Гапона». В «Послании», написанном в стиле церковной проповеди, Гапон утверждал, что царские власти сознательно натравливают бедный народ на евреев, чтобы отвратить его от борьбы со своими истинными врагами — чиновниками, помещиками и капиталистами. Послание заканчивалось следующими словами: «Русский народ, народ православный, народ христианский! Как думаешь ты, если бы Христос Спаситель наш явился теперь в Своём земном виде в нашу Русь святую, то не заплакал ли бы Он ещё горше вторично, видя, как ты празднуешь светлое Его воскресение великими погромами Его народа любимого — бедноты еврейской? Подумай и ответь — не мне, а себе, в сердце своём…». Брошюра была издана тиражом в 70 000 экземпляров и нелегально распространялась в России всеми революционными организациями, за исключением большевиков.

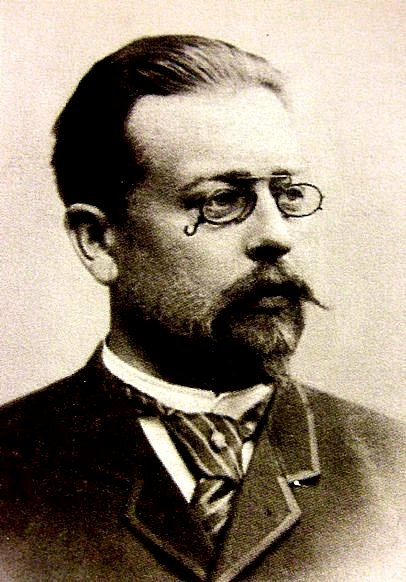
Конни Циллиакус

В августе 1905 года Гапон принял участие в крупном революционном предприятии — попытке организовать вооружённое восстание в Петербурге. Его замысел принадлежал финскому революционеру Конни Циллиакусу, который пожертвовал на него большую сумму денег. Деньги были распределены между российскими революционными партиями и потрачены на закупку оружия. Для транспортировки оружия в Россию в Англии был зафрахтован пароход «Джон Графтон». Главную роль в приобретении и погрузке оружия сыграли эсеры, но для приёмки и распределения оружия в России у них не было достаточных возможностей. Тогда-то и было решено привлечь к делу Гапона с его рабочей организацией. По словам Циллиакуса, Гапон встретил идею с восторгом и решил сам ехать в Россию для приёмки оружия. С помощью рабочего Петрова Гапон убедил Циллиакуса, что питерские рабочие уже готовы к восстанию и единственное, чего им не хватает, это оружия. Замысел Гапона был таков: «Десять или двадцать тысяч рабочих собираются к одной из приморских пристаней, поблизости Петербурга, и захватывают её в свои руки. В это время он, Гапон, подъезжает к пристани на корабле, нагруженном оружием. Рабочие вооружаются, и он во главе их двигается на Петербург».
Циллиакус вручил Гапону 50 тысяч франков и отдал ему свою яхту, на которой тот пустился в плавание через Балтийское море. Предварительно Гапон встретился с В. И. Лениным и договорился, что большая часть оружия будет передана большевикам, у которых к этому времени была хорошая боевая организация. Посредником между Гапоном и большевиками должен был выступить Максим Горький, который для этого выехал из Петербурга в Финляндию. В конце августа Гапон пересёк Балтийское море и прибыл в Финляндию, где его укрывали от полиции деятели Партии активного сопротивления. У берегов Финляндии бот, на котором плыл Гапон, пошёл ко дну, и он спасся только благодаря физической силе и ловкости. Вскоре, однако, пришло известие, что пароход «Джон Графтон» сел на мель в Финском заливе и большая часть оружия досталась полиции. По убеждению Циллиакуса, виновником неудачи был Азеф, который принимал в предприятии активное участие и знал все подробности дела.
В сентябре 1905 года в Гельсингфорсе под председательством Гапона состоялся нелегальный съезд «Российского Рабочего Союза». На съезде был избран центральный комитет «Рабочего Союза» и принято решение об издании собственной газеты. В центральный комитет вошли рабочие А. Е. Карелин, Н. М. Варнашёв, Д. В. Кузин, Н. П. Петров и М. Белорусс. Редакторство газеты было предложено литератору В. А. Поссе, а сам Гапон был избран представителем «Союза» с мандатом «вождя русского рабочего народа». В это время у Гапона сложился грандиозный план — объединить всех рабочих и крестьян России посредством сети потребительских кооперативов. Однако план расстроился из-за обстоятельств, помешавших получению денежной суммы от английских тред-юнионов.

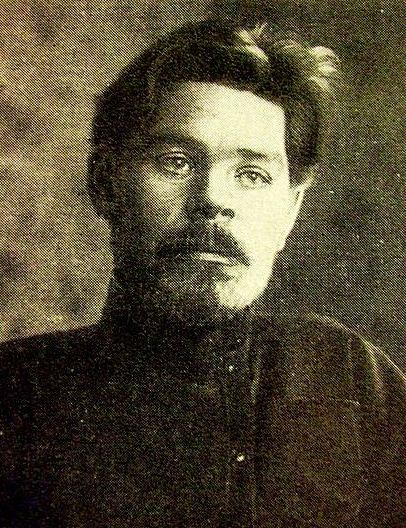
Максим Горький

К осени 1905 года резко ухудшились отношения Гапона с революционными партиями. Попытка Гапона создать «Рабочий Союз» на внепартийной основе вызывала тревогу у революционеров, опасавшихся утратить влияние на рабочие массы. Идеология гапоновского «Союза» строилась на лозунге «рабочие для рабочих» и на недоверии к партийной интеллигенции. С точки зрения партийных революционеров, такая политика Гапона рассматривалась как авантюризм и демагогия, и в ней видели попытку расколоть революционное движение. Такое отношение к гапоновскому движению разделялось как социал-демократами, так и эсерами. Чтобы отвратить Гапона от своей затеи, большевики пытались воздействовать на него с помощью Максима Горького. В августе 1905 года по просьбе ЦК РСДРП Горьким было написано на имя Гапона письмо, переданное ему через Ленина. В письме Горький осуждал попытку создать самостоятельную рабочую партию, разъединённую с интеллигенцией, и уподоблял такое разъединение «отделению духа от плоти, разума от чувств, тела от головы». Горький убеждал Гапона не идти на поводу у «либеральной буржуазии» и объединиться с социал-демократией, в руках которой «горит светоч разума». Гапон, со своей стороны, не отказался от этого предложения и в ответном письме в ЦК РСДРП выразил готовность работать в тесном сотрудничестве с социал-демократической партией, но в качестве условия такого сотрудничества ставил объединение фракций большевиков и меньшевиков. Ответа на это письмо не последовало, и с этого момента все отношения Гапона с социал-демократами прекратились.
Отношения Гапона с эсерами также порвались в сентябре 1905 года из-за соперничества за влияние на рабочие массы. Создавая «Рабочий Союз», Гапон вербовал в него сторонников из числа как партийных, так и беспартийных революционеров. Летом 1905 года в Женеву прибыл лидер восстания на броненосце «Потёмкин» матрос Афанасий Матюшенко. И Гапон, и эсеры усердно пытались завербовать Матюшенко в свою организацию, и между ними развернулась конкурентная борьба. В этой борьбе обе стороны прибегли к враждебным приёмам. Гапон настраивал Матюшенко против эсеров, уверяя его, что партийные революционеры — это интеллигенты, которые хотят сесть на шею народа. Вернувшись из Финляндии, Гапон рассказывал ему о своих революционных делах, причём выдавал всё предприятие с «Джоном Графтоном» за своё единоличное дело. Узнав об этом, эсеры не остались в долгу и обвинили Гапона во лжи, отмечая, что всё предприятие с «Джоном Графтоном» было организовано ими, а Гапон обманным путём выдал это за своё дело. Савинков вспоминал, что спустя несколько дней после разговора с Матюшенко он встретил Гапона и прямо обозвал его лжецом, на что Гапон ответил неопределённой угрозой. По версии же Гапона, угроза исходила от Савинкова: Гапон назвал его «сволочью», на что последний ответил: «Попомнишь меня».

### Октябрьский манифест и возвращение в Россию

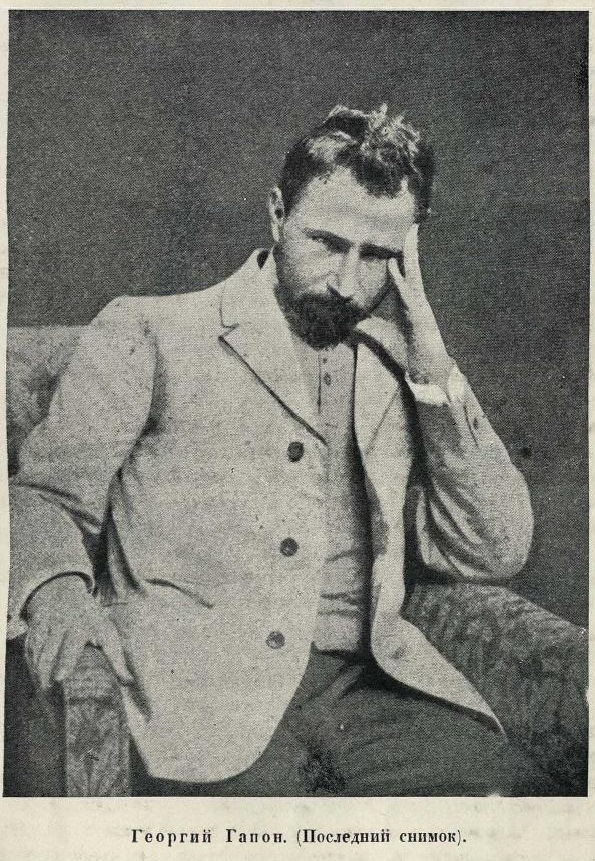
Георгий Гапон. Последний снимок.

17 октября 1905 года императором Николаем II был издан Высочайший Манифест, даровавший жителям России гражданские свободы. Одной из свобод, дарованных Манифестом 17 октября, была свобода собраний. У бывших членов «Собрания русских фабрично-заводских рабочих г. Санкт-Петербурга» появилось желание восстановить свою организацию и получить компенсацию за убытки, понесённые при закрытии отделов «Собрания» после 9 января. Иск о возмещении убытков был подан ещё весной 1905 года, и тогда же их размер был определён в 30 тысяч рублей. В конце октября 1905 года депутация рабочих во главе с Н. М. Варнашёвым явилась на приём к председателю Совета министров графу С. Ю. Витте. Рабочие просили открыть отделы «Собрания», возместить убытки и амнистировать живущего за границей Гапона. Витте поручил рабочим подать ходатайство об открытии отделов в установленном порядке, но амнистировать Гапона наотрез отказался. Власти опасались, что Гапон устроит «новое 9 января», и поэтому отказывали ему в законной амнистии, под которую подпадали все участники январских событий. Впоследствии депутация от рабочих ходила на приём к министру торговли В. И. Тимирязеву и его заместителю М. М. Фёдорову. Оба министра отнеслись к просьбе рабочих с большим сочувствием и обещали содействовать в открытии отделов и возмещении убытков. Тимирязев также обещал похлопотать об амнистии Гапона.
Живя за границей, Гапон тосковал и стремился вернуться в Россию. «Тяжко здесь, душно, душа простора ищет», — говорил Гапон и ожидал того дня, когда он снова выйдет к рабочим и скажет: «Вот, я опять с вами». После Манифеста 17 октября Гапон стал получать письма от рабочих, настойчиво призывавших его вернуться в Россию и возглавить открывающиеся отделы «Собрания». Однако отказ правительства амнистировать Гапона задерживал его отъезд. Тогда он решил вернуться в Россию нелегально, с чужим паспортом. «Я всё поставлю на карту, — говорил Гапон перед отъездом, — без отделов я, как рыба без воды. Там меня понимают, там мы говорим на одном языке, который непонятен партийным людям, отуманенным отвлечёнными теориями». По словам эмигранта М. И. Сизова, в это время у Гапона сложился какой-то новый план действий, ещё более сложный, чем до 9 января. «Все средства хороши… Цель оправдывает средства… — говорил Гапон Сизову. — А цель у меня святая — вывести страждущий народ из тупика и избавить рабочих от гнёта». На вопрос эсера С. А. Ан-ского, с кем же он теперь пойдёт в России, Гапон отвечал: «Не знаю, не знаю! Там на месте посмотрю!.. Попробую идти с Богом, с Богом… А не удастся с Богом, пойду с чёртом… А своего добьюсь!..». Накануне отъезда Гапон подробно расспрашивал знакомых, кто и как захватывал власть во время французских революций. В конце октября или начале ноября 1905 года Гапон нелегально выехал в Россию, унося с собой бунтарские замыслы.

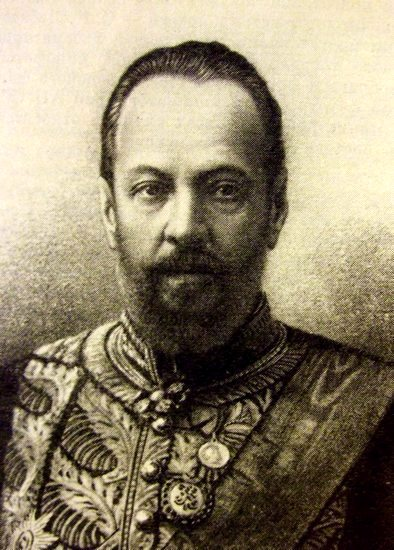
Сергей Витте

В ноябре 1905 года Гапон возвратился в Россию и поселился в Петербурге на нелегальной квартире. Восстановив связи с рабочими, Гапон принялся хлопотать о своей амнистии и открытии отделов «Собрания». По инициативе Гапона к делу были подключены журналисты — А. И. Матюшенский и другие, которые ходили с просьбой об открытии отделов к разным чиновникам и министрам. Вскоре слухи о приезде Гапона дошли до графа Витте. Узнав, что Гапон в Петербурге, Витте, по его словам, очень удивился и велел немедленно выслать его за границу, заявив, что в противном случае он будет арестован и судим за 9 января. «Может быть, — вспоминал Витте, — тогда было бы правильнее его арестовать и судить, но ввиду того, что тогда все рабочие были в экстазе и Гапон пользовался ещё между ними большой популярностью, я не хотел сейчас после 17 октября и амнистии усложнять положение вещей». Для переговоров к Гапону был послан бывший чиновник особых поручений при министерстве внутренних дел И. Ф. Манасевич-Мануйлов. По словам Мануйлова, граф Витте призвал его и заявил ему, что «необходимо достичь отъезда из Петербурга опасного политического авантюриста, который (дело было в разгар третьей забастовки) может послужить хорошим вожаком для рабочих». Граф дал адрес Гапона, и Мануйлов вечером отправился к нему на квартиру. После многочасовых переговоров Мануйлову удалось убедить Гапона покинуть Россию. На расходы по выезду граф дал Гапону тысячу рублей из личных сбережений, и в конце ноября Гапон выехал из России в районе Вержболова.
Результатом переговоров между Гапоном и Витте явилось заключённое ими соглашение. В соответствии с соглашением, Витте обязался добиться возобновления деятельности закрытых отделов «Собрания», возместить убытки, причинённые «Собранию» их закрытием, и добиться легализации Гапона с дозволением ему вернуться к участию в делах «Собрания». Гапон, со своей стороны, обязался выехать за границу и не возвращаться в Россию в течение шести недель, то есть до 9 января следующего года. Гапон также обязался вести среди рабочих агитацию против вооружённого восстания и против влияния революционных партий. Для этого граф Витте составил программу воззвания Гапона к рабочим, которое содержало следующие положения: необходимость приостановиться на пути освободительных стремлений, чтобы удержать за собой и закрепить занятые позиции; присоединение к началам, возвещённым в Манифесте 17 октября, и требование созыва Государственной Думы; отрицание насильственных способов действия. В соответствии с этой программой Гапоном было составлено воззвание, которое было доставлено к графу Витте и распечатано в Петербурге в типографии Леснера большим тиражом. На распространение воззвания в рабочей среде помощникам Гапона по требованию Витте было выделено более двух тысяч рублей из секретных сумм Департамента полиции. В своём воззвании Гапон, в частности, призывал рабочих не увлекаться теориями немецкого экономиста К. Маркса и «иметь свой критический разум».

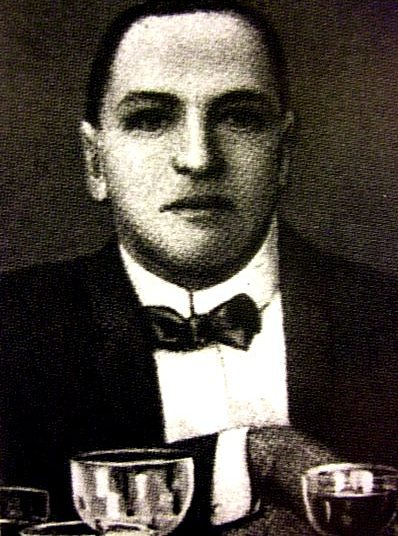
Иван Манасевич-Мануйлов

В октябре 1905 года в Петербурге образовался Петербургский совет рабочих депутатов, который призывал рабочих к вооружённому восстанию. Главную роль в Совете рабочих депутатов играли социал-демократы. Замысел Витте состоял в том, чтобы использовать Гапона и его рабочих для борьбы с Советом рабочих депутатов. Замысел же Гапона состоял в том, чтобы использовать Витте для возрождения своего «Собрания» и объединения вокруг него рабочих масс. Во имя этой цели Гапон решил пожертвовать своей революционной репутацией и встал на путь открытого противостояния с революционными партиями.
21 ноября 1905 года в Соляном Городке состоялся объединённый учредительный съезд бывших одиннадцати отделов «Собрания русских фабрично-заводских рабочих г. Санкт-Петербурга». На съезд собралось около четырёх тысяч рабочих, каждый из которых был представителем своего «пятка», что в общей сложности составляло около двадцати тысяч человек. На съезде было принято постановление о возобновлении работы «Собрания» и избрано новое правление во главе с рабочим Н. М. Варнашёвым. В съезде участвовали многие представители революционных партий, включая большевиков, меньшевиков и эсеров, и глава Петербургского Совета рабочих депутатов Г. С. Хрусталёв-Носарь. Постепенно съезд превратился в митинг. Партийные ораторы всеми силами старались сорвать намеченную организацию, выступая с критическими речами. «В этот день, — писал журналист Н. Симбирский, — невидимая рука Гапона вырвала из рук партии социал-демократов целую армию организованных и сознательных рабочих в 20 тысяч человек, которая за собою могла увлечь ещё вчетверо больше. И потому со стороны людей партий пускались в ход все средства».
В конце ноября Гапон встречался с эсером П. М. Рутенбергом и обсуждал с ним перспективы своего «Собрания». Рутенберг, по его словам, заявил Гапону, что если он имеет в виду интересы рабочих, то должен превратить «Собрание» в площадку для деятельности партийных агитаторов. Если же он имеет в виду свои личные интересы, то использует доверие к себе рабочей массы, как демагог. В этом случае, заверил Рутенберг, ему не удастся достичь своей цели, «так как социалистические партии достаточно сильны и организационно и идейно, чтобы уничтожить его при первой же подобной попытке». Дальнейшая деятельность и выступления Гапона убедили Рутенберга в том, что тот пошёл по пути демагога. В декабре 1905 года на заседании исполкома Совета рабочих депутатов Рутенберг высказался за борьбу с «гапоновщиной» как с демагогией.

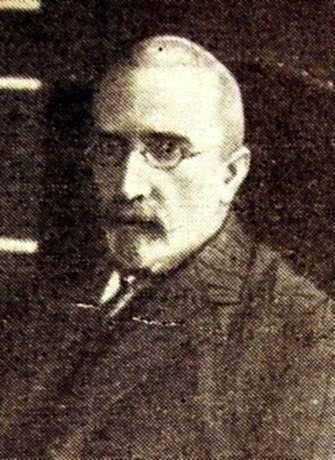
Василий Тимирязев

Выехав за границу, Гапон начал давать многочисленные интервью, в которых хвалил политику Витте и критиковал тактику революционеров. На иностранных журналистов Гапон производил впечатление убеждённого сторонника графа Витте. О тактике революционных партий Гапон говорил, что они толкают рабочий народ в пропасть, агитируя его за вооружённое восстание, к которому народ не готов ни технически, ни морально. По утверждению Гапона, он изучил соотношение сил и понял, что преждевременное вооружённое восстание вызовет жестокие репрессии и приведёт к торжеству реакционных сил. Поэтому он призывал пролетариат избегать ненужного пролития крови, удерживать завоёванные позиции и требовать от правительства выполнения программы, намеченной Манифестом 17 октября. В письме во французскую газету «Юманите» Гапон писал: «Всякий униженный и обездоленный народ, в том числе и великий русский, может и должен быть готов к освобождению из-под ярма насилия и произвола; но не всегда тот или иной народ, униженный и оскорблённый в среде богатых и сильных, может быть готовым сбросить с себя петлю немедленным вооружённым восстанием».
А в письме в американскую газету «New York Herald» он заявлял ещё определённее: «Пролетариат своим неуместным вооружённым восстанием в данное время может привести к страшно убийственной гражданской войне, которая зальёт братской кровью улицы, города и поля моей родины, разорит вконец страну, надолго ослабит пролетариат и, главное, вызовет реакцию и, пожалуй, военную диктатуру. Одним словом, вооружённое восстание в России в данное время есть тактическое безумие». На возражение журналистов, что он ставит себя в оппозицию всему революционному движению, Гапон отвечал: «Во всяком случае, я полон решимости и энергии действовать согласно своему внутреннему убеждению и не боюсь прослыть изменником народному благу. Пусть за меня само дело свидетельствует. Все же инсинуации, которые начнут, без сомнения, распространяться относительно меня лицемерами-недоброжелателями, заранее заявляю — буду презирать, как презирал и до 9 января».

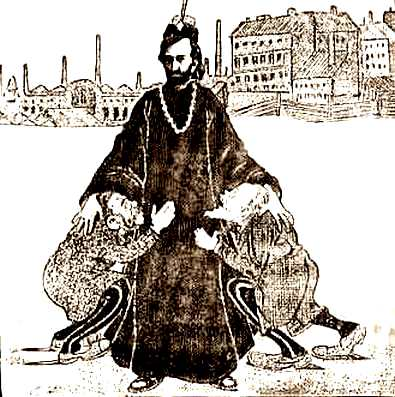
«Последний оплот (Гапон, Витте, Дурново)». Рисунок неизвестного художника.

Во Франции Гапон встречался с известными писателями и общественными деятелями — А. Франсом, О. Мирбо, М. Бертло, Надаром, Ж. Жоресом, Ж. Лонге и другими. На них он произвёл хорошее впечатление, но все они говорили, что он хочет остановить движение, а это не под силу одному человеку. Гапон также изучал французское синдикальное движение и договорился с французскими синдикалистами об издании для русских рабочих брошюры по рабочему вопросу.
После выезда Гапона из России граф Витте начал выполнять свою часть соглашения. 26 ноября 1905 года по требованию Витте министром внутренних дел было разрешено открыть отделы «Собрания» и выдать им конфискованное имущество. 2 декабря председатель правления Варнашёв получил удостоверение о разрешении открыть все одиннадцать отделов «Собрания». Первыми открылись Петербургский и Невский отделы, однако открытие остальных задерживалось по распоряжению петербургского градоначальника. Одновременно по распоряжению Витте началась выдача денег, обещанных руководству «Собрания» в счёт возмещения убытков. В ноябре—декабре 1905 года уполномоченный по делам «Собрания» журналист А. И. Матюшенский в несколько приёмов получил от министра торговли В. И. Тимирязева 30 тысяч рублей. Положив деньги на свой счёт в банке, Матюшенский начал выдавать их рабочим по мелочам, причём о точной сумме денег не было известно никому из рабочих. Выдав рабочим около 7 тысяч рублей, Матюшенский в конце декабря неожиданно скрылся с 23 тысячами рублей.
31 декабря 1905 года состоялся экстренный съезд руководителей «Собрания» в Териоках. Накануне Гапон нелегально прибыл в Финляндию и созвал на съезд представителей от всех отделов «Собрания» — по 10 человек от каждого отдела. Всего съехалось около 80 человек. На съезде Гапон выступил с исповедью за весь прошедший год, рассказал о своих попытках объединить революционные партии и поднять вооружённое восстание. В конце речи Гапон заявил, что погорячился, призывая рабочих к восстанию, что теперь считает это утопией и теперь необходимо удержать за собой завоёванное. «Убеждён, что если мы так поступим, то много выиграем», — заключил Гапон. После выступления Гапона был поднят вопрос о его статусе в организации. Часть рабочих называла его диктатором и выступала против диктаторства Гапона. После жарких прений Гапон вышел на середину и спросил: «Товарищи, я вижу, у вас многие сомневаются во мне и говорят о диктаторстве моём. Разве я был у вас диктатором?». Послышались голоса: «Нет, не был». — «А если нет, то я у вас и не прошу большего, дайте мне только прежние полномочия». Вопрос был поставлен на голосование, и большинством голосов Гапона вновь избрали руководителем «Собрания».

### Закрытие «Собрания» и газетная травля

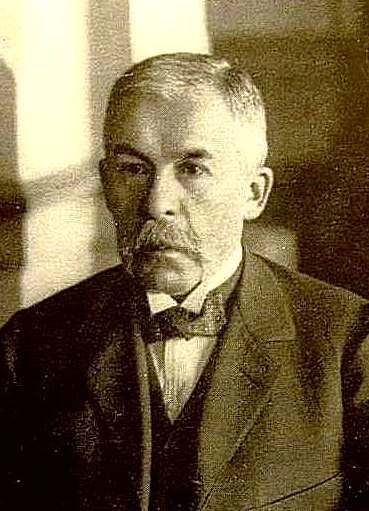
Пётр Дурново

К началу 1906 года положение с гапоновским «Собранием» резко изменилось. В декабре 1905 года в Москве по инициативе Совета рабочих депутатов произошло Декабрьское вооружённое восстание, которое было жестоко подавлено властями. Успешное подавление восстания и ликвидация Петербургского совета рабочих депутатов привели к укреплению позиций «силового блока» в правительстве во главе с министром внутренних дел П. Н. Дурново. В начале января 1906 года Дурново был утверждён в должности министра внутренних дел и стал фактически главным человеком в правительстве, а позиции Витте начали ослабевать. Это немедленно сказалось на отношении правительства к гапоновскому «Собранию». По распоряжению Дурново петербургский градоначальник В. Ф. фон дер Лауниц запретил устраивать собрания в гапоновских отделах, мотивируя это тем, что они могут быть использованы для пропаганды революционных идей. В докладной записке на имя министра внутренних дел в феврале 1906 года фон дер Лауниц писал: «Допуская организацию рабочих союзов, и притом ещё на такой исторически-скомпрометированной почве, как гапоновские отделы, правительство тем самым организует сплочённость рабочей массы, за направление коей даже и в ближайшем будущем нельзя поручиться».
В январе 1906 года по решению Дурново контакты с Гапоном были возложены на вице-директора Департамента полиции П. И. Рачковского. При встрече с Гапоном Рачковский заявил, что дело с открытием отделов обстоит туго и министр Дурново опасается, что Гапон устроит «новое 9 января». Гапон попытался заверить Рачковского, что его взгляды на рабочее движение изменились и теперь он имеет в виду только мирное профессиональное движение. Рачковский предложил ему написать на имя министра письмо с изложением своих взглядов, сказав, что без такого письма об открытии отделов не может быть и речи. В конце января Гапон написал на имя Дурново письмо, известное под названием «покаянного письма» Гапона. В своём письме он, в частности, писал:

…9 января — роковое недоразумение. В этом, во всяком случае, не общество виновато со мной во главе… Я действительно с наивной верой шёл к царю за правдой, и фраза: «ценой нашей собственной жизни гарантируем неприкосновенность личности государя» не была пустой фразой. Но если для меня и для моих верных товарищей особа государя была и есть священна, то благо русского народа для нас дороже всего. Вот почему я, уже зная накануне 9, что будут стрелять, пошёл в передних рядах, во главе, под пули и штыки солдатские, чтобы своею кровью засвидетельствовать истину — именно неотложность обновления России на началах правды.— Г. А. Гапон. Письмо министру внутренних дел // Красный архив. — М.-Л.: 1925. — № 2 (9). — С. 296.

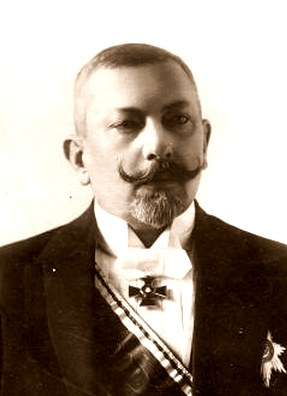
Александр Герасимов

По словам Рачковского, когда письмо было доставлено министру, Дурново, дойдя до фразы о «благе русского народа», рассвирепел и швырнул от себя бумагу. Рачковскому было поручено потребовать от Гапона более веских доказательств его лояльности. При следующей встрече Рачковский предложил Гапону открыто перейти на службу правительству и занять должность в Департаменте полиции. Взамен ему обещались большие оклады, гражданские чины, полная легализация и открытие отделов «Собрания». Однако Гапон отказался. В беседе с журналистом Симбирским он говорил: «Меня усиленно зовут на службу, обещают крупное место и большие деньги, но я не пойду, хотя бы мне сулили груды золота».
В конце февраля 1906 года министром Дурново был написан всеподданнейший доклад на имя императора, в котором говорилось о нежелательности какого-либо легального рабочего движения в России и воспроизводились все доводы, приведённые в записке градоначальника фон дер Лауница. В том же докладе сообщались подробные сведения о контактах Гапона с графом Витте и получении Гапоном от Витте 30 тысяч рублей. В январе—феврале Витте ещё пытался бороться за открытие отделов, предлагая заменить Гапона на посту руководителя инженером Н. А. Демчинским. Однако после доклада Дурново дело было окончательно проиграно, и в марте 1906 года отделы были окончательно закрыты.
В начале 1906 года в прессе началась широкомасштабная кампания против Гапона и его окружения. Толчком к началу кампании послужило письмо бывшего соратника Гапона рабочего Н. Петрова. 8 февраля Петров опубликовал в газете «Русь» письмо, в котором разглашал сведения о получении Гапоном 30 тысяч рублей от правительства Витте. Публикация вызвала громкий скандал в обществе и в гапоновском «Собрании». Руководство «Собрания» выступило с заявлением, что деньги брались с ведома правления и предназначались для компенсации убытков, понесённых «Собранием» при закрытии его отделов в январе 1905 года. Самого Петрова правление обвиняло в нарушении клятвы и предательстве интересов рабочих. По некоторым данным, возмущённый Гапон поручил рабочему П. Черёмухину убить Петрова, как предателя, и вручил ему для этого свой револьвер. Однако Черёмухин на заседании руководства «Собрания» застрелился сам. В дальнейшем поручение убить Петрова взяла на себя группа рабочих во главе с Ф. Яслаухом. «Какое нам дело, что Гапон взял денег, — рассуждал Яслаух. — Пусть берёт у правительства больше, мы ему верим и будем верить, и умрём за Гапона… Мы также пойдём, как пошли 9-го января, и завоюем всё, что нам нужно».

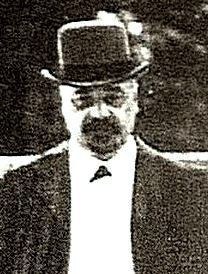
Пётр Рачковский

Между тем в газетах начали появляться многочисленные публикации, в которых Гапон и руководство «Собрания» обвинялись в предательстве и продажности. Газеты на все лады обыгрывали историю с деньгами Витте и сравнивали 30 тысяч рублей с 30 сребренниками. В короткое время кампания против Гапона приняла характер форменной травли. Газеты обвиняли Гапона в моральных и политических грехах, называли его провокатором, вторгались в его личную жизнь. Сам Гапон полагал, что компрометирующие его слухи распускаются охранным отделением. Впоследствии начальник Петербургского охранного отделения А. В. Герасимов признавался, что поручил своим агентам собирать о Гапоне информацию личного характера. Вскоре кампания вышла за пределы газет. Антигапоновские памфлеты стали выпускаться большими тиражами в виде отдельных брошюр. В кампании приняли участие представители всех политических направлений, начиная от социал-демократов и кончая черносотенцами. Связь Гапона с правительством Витте, одинаково ненавистным как левым, так и правым партиям, сделала его одиозной фигурой. По некоторым данным, не только в революционных, но и в черносотенных кругах обсуждались планы физической ликвидации Гапона. Опасаясь покушения, Гапон окружил себя телохранителями и перемещался по городу с заряженным револьвером.
Оказавшись в отчаянном положении, Гапон стал предпринимать попытки спасти свою репутацию. Защищаясь от обвинений, он обратился в газеты с открытым письмом, в котором требовал над собой общественного суда. В письме, опубликованном в газете «Русь», Гапон опровергал расхожие слухи о своей политической жизни и обращался к обвинителям с вопросом: «Разве вы не знали, что до 9 января я посещал все гнёзда старой бюрократии, — и что же? Разве эта близость отношений помешала мне повести рабочие организации против оков русской жизни? Разве вы после 9 января не вознесли меня на верх русского революционного движения? Почему же вы думаете теперь, что, побеседовав с представителями графа Витте, я изменю своему долгу и общественному служению?..» В конце письма Гапон требовал, чтобы обвинения были предъявлены ему «в точной, конкретной форме, а не в виде бесформенного пятна». «И тогда вы увидите, — заключал он, — что Георгий Гапон, расстриженный поп, извергнутый из сана, любит своё отечество до последней капли крови и умрёт верным стражем русского освободительного движения в рабочих массах на своём старом посту подле рабочих организаций». В это же время Гапон вёл переговоры об издании своей рабочей газеты, которую предполагалось назвать «Наш голос».
При посредстве журналиста В. М. Грибовского Гапону удалось получить согласие на участие в общественном суде от ряда известных политических деятелей. В состав суда должны были войти П. Н. Милюков, С. Н. Прокопович, В. В. Святловский, В. И. Добровольский, Н. И. Иорданский и сам Грибовский. Милюков говорил, что ему жаль Гапона и он был бы рад, если бы тому удалось оправдаться.
Гапон обещал предоставить суду документы, освещающие его отношения с Витте и другие стороны деятельности. «Когда они будут опубликованы, многим не поздоровится», — уверял Гапон и называл одно громкое имя, тесно связанное с принятием Манифеста 17 октября. Придавая большое значение этим документам, Гапон договорился с адвокатом С. П. Марголиным, что они должны быть опубликованы даже в случае его смерти. О своей близкой смерти Гапон говорил как о чём-то весьма вероятном. Общественный суд над Гапоном не состоялся из-за его убийства. После убийства Гапона адвокат Марголин выехал в Европу для публикации его документов, но в дороге скоропостижно скончался от желудочных болей, а документы Гапона исчезли без следа.

## Убийство Георгия Гапона

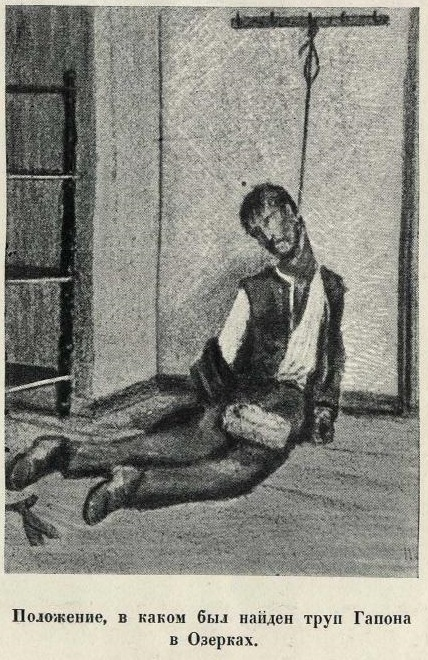
Положение, в каком был найден труп Гапона в Озерках

28 марта 1906 года Георгий Гапон выехал из Петербурга по Финляндской железной дороге и не вернулся. По сведениям рабочих, он отправлялся на деловую встречу с представителем партии эсеров. Уезжая, Гапон не взял с собой ни вещей, ни оружия, и обещал к вечеру вернуться. Рабочие забеспокоились, не случилось ли с ним какой-либо беды. В середине апреля в газетах появились сообщения, что Гапон убит членом партии эсеров Петром Рутенбергом. Сообщалось, что Гапон был задушен верёвкой и его труп висит на одной из пустующих дач под Петербургом. Сообщения подтвердились: 30 апреля на даче Звержинской в Озерках (на углу Ольгинской — нынешней Эриванской и Варваринской улиц) было обнаружено тело убитого человека, по всем приметам похожего на Гапона. Рабочие гапоновских организаций подтвердили, что убитый является Георгием Гапоном. Вскрытие показало, что смерть наступила от удушения. По предварительным данным, Гапон был приглашён на дачу хорошо знакомым ему человеком, подвергся нападению группы лиц, был задушен верёвкой и подвешен на вбитый в стену крюк. В убийстве участвовали 3—4 человека. Наниматель дачи был опознан дворником по фотографии. Им оказался инженер Пётр Рутенберг.
Г. А. Гапон был похоронен на Успенском (ныне — Северном) кладбище Санкт-Петербурга.

## Личность Георгия Гапона

### Внешность и личное обаяние

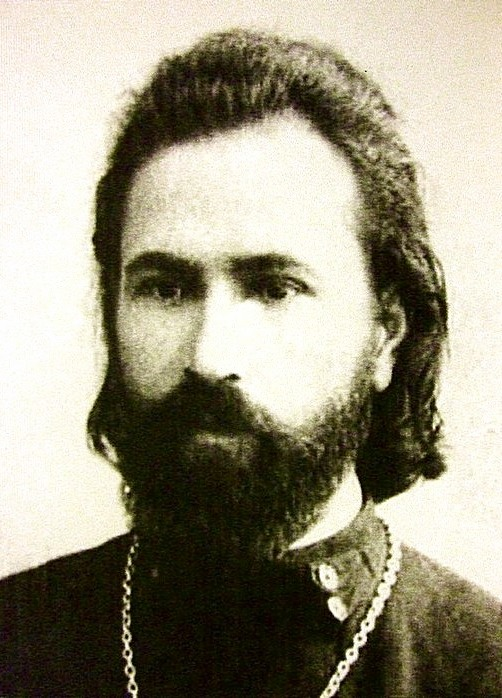
Георгий Гапон

По свидетельствам современников, Гапон имел яркую, красивую и запоминающуюся внешность. Люди, видевшие его один раз, безошибочно узнавали его спустя много лет. Гапон имел южный тип лица со смуглой кожей, крупным носом, чёрными, как смоль, волосами, бородой «цвета воронова крыла» и чёрными глазами. По разным оценкам, он был похож на цыгана, южного итальянца, еврея или армянина. В рясе священника, с длинными вьющимися волосами и бородой он производил особенно сильное впечатление. Некоторые отмечали, что он похож на Христа. Особенное впечатление на современников производили его глаза. Гапон обладал магнетическим взглядом, который было трудно выдержать, мог часами, не отрываясь, смотреть на собеседника. По свидетельству А. Е. Карелина, глаза Гапона «точно заглядывали в душу, в самую глубину души, будили совесть человеческую». Гапон знал силу своих глаз и при необходимости ей пользовался. Роста он был среднего, имел стройное, худощавое, почти женственное телосложение, слабое здоровье, при этом обладал большой физической силой. Отличался чрезвычайной подвижностью, никогда не сидел на месте, обладал нервными, порывистыми движениями. «Активность и подвижность в каком бы то ни было направлении составляли характерную особенность самой натуры Гапона», — вспоминал А. Филиппов.
Многие отмечали большое личное обаяние, общительность, умение завязывать отношения и оказывать влияние на людей. Гапон легко входил в доверие к незнакомым людям и находил с ними общий язык. Не зная ни одного иностранного языка, он мог объясниться с людьми любой национальности. Он также был хорошим актёром и умел производить на собеседника эмоциональное впечатление. «На встречающихся с ним в первый раз Гапон производил, если ему нужно было, самое лучшее впечатление, а на женщин — обаятельное», — вспоминал И. И. Павлов. По словам Л. Г. Дейча, с первого взгляда он производил впечатление жестокого, сухого и подозрительного человека. «Но появлявшаяся в разговоре на лице его симпатичная улыбка резко изменяла впечатление: тогда казалось, что беседуешь с человеком вполне искренним и бесхитростным». На рабочих его обаяние действовало особенно сильно. Среди них он быстро завоевал всеобщие симпатии, особенно среди так называемых «массовиков», доверчиво относившихся к тем, в ком они чувствовали одного из своих. Гапон подкупал рабочих простотой обращения, демократизмом и готовностью помочь каждому, кто нуждался в совете или в деньгах. Рабочие души в нём не чаяли, а если кто-то из партийных агитаторов пытался выступить против священника с личными нападками, его могли порядочно избить.

### Волевые и лидерские качества
По многочисленным свидетельствам, Гапон обладал сильной волей, большой энергией и «бешеным» темпераментом. Так, по словам Марии Вильбушевич, у Гапона был «сильный, как кремень, характер», а Н. Симбирский писал: «У этого человека стальная воля — она гнётся, но не ломается». О сильной воле, настойчивости и энергии писали и люди, общавшиеся с бывшим священником за границей. Финские революционеры называли его «огненным человеком». С ранних лет Гапон отличался упорством и настойчивостью в достижении целей. Временами эти качества переходили в упрямство, нахальство и наглость. Для достижения своих целей он не боялся прибегать к угрозам, давлению и шантажу. Это постоянно приводило его к конфликтам с окружающими. Заканчивая семинарию, Гапон заявил преподавателю, что, если тот не поставит ему хорошей оценки, необходимой для поступления в университет, он погубит себя и его. Фабричному инспектору Чижову он сказал, что, если тот не пойдёт навстречу предъявленным требованиям, он направит против него раздражение 6000 рабочих, которые могут его убить. В петиции царю Гапон писал, что, если царь не выйдет и не примет петицию рабочих, они умрут здесь, на площади, перед его дворцом. И на собраниях требовал от рабочих поклясться, что они умрут. Проживая за границей, поставил перед собой цель: привести к соглашению все партии и объединить их для вооружённого восстания. «Надо взять их за чубы и свести вместе», — говорил он. Когда же социал-демократы отказались войти в соглашение, стал угрожать им, что настроит против них рабочих.
В характере Гапона отсутствовали гибкость и способность к компромиссу. Приняв какое-то решение, он не успокаивался, пока не заставлял окружающих согласиться со своим мнением. Оказавшись в меньшинстве при обсуждении какого-то вопроса в рабочем «Собрании», он заявлял: «Хотя вас и большинство, но я не желаю этого и не позволю, потому что всё это создано мною. Я практический человек и знаю больше вас, а вы фантазёры». Из-за такого поведения некоторые обвиняли его в диктаторстве. «Рабочим предоставлялось быть только слепым орудием в руках Гапона, а та самодеятельность рабочих, о которой так кричал Гапон, осталась пустым лишь звуком», — писал рабочий Н. Петров. Обладая таким характером, Гапон был неспособен сотрудничать с другими людьми как с равными. Н. Симбирский писал, что Гапон не терпел противоречий, а человека равной себе силы не потерпел бы рядом с собой никогда. А по словам В. М. Чернова, всякую организацию он мог себе представить лишь как надстройку над одним всесильным личным влиянием. «Он должен был один стоять в центре, один всё знать, один сосредоточивать в своих руках все нити организации и дёргать ими крепко привязанных на них людей как вздумается и когда вздумается». Вступив в партию эсеров, Гапон попытался подчинить её своему влиянию, а не достигнув в этом успеха, порвал с ними отношения.
При всём этом Гапон обладал прирождённым талантом лидера. Он умел влиять на людей, подчинять их своей воле и вести за собой. С. А. Ан-ский писал: «Что Гапон имел огромное, неотразимое влияние на рабочих, не прекращавшееся, отчасти, даже после всех непостижимых выходок его, по возвращении в Россию, — не подлежит никакому сомнению. За ним шли слепо, без рассуждения; по первому его слову тысячи и десятки тысяч рабочих готовы были идти на смерть. Он это хорошо знал, принимал как должное и требовал такого же отношения к себе и со стороны интеллигенции. И поразительно то, что некоторые интеллигенты, старые эмигранты, опытные революционеры, люди совершенно не склонные к увлечениям, всецело подпадали под его влияние». По словам Н. Петрова, Гапон действительно мог подчинить человека своей власти, особенно натуру пылкую, горячую. «Фанатичнее всех верили в Гапона женщины, жившие за границей. Некоторые ездили из Женевы в Лондон, с трудом разыскивали его там и предлагали ему свои услуги на всё. Среди женщин он действовал особенно успешно, увлекал их примером Юдифи и так обвораживал, что пылкие головы бросались на всё». А В. А. Поссе вспоминал, что для Гапона были характерны та лёгкость, с которой он давал поручения малознакомым людям, и та сила внушения, которой он временно подчинял их своей воле. Порвав все связи с революционными партиями, Гапон окружил себя небольшим числом фанатически веривших в него последователей. «Они были абсолютно послушными и слепыми орудиями в его руках и обожали его безгранично, — вспоминал В. М. Чернов. — Их он умел порабощать и приковывать к себе несокрушимыми оковами».

### Интеллектуальные и ораторские качества

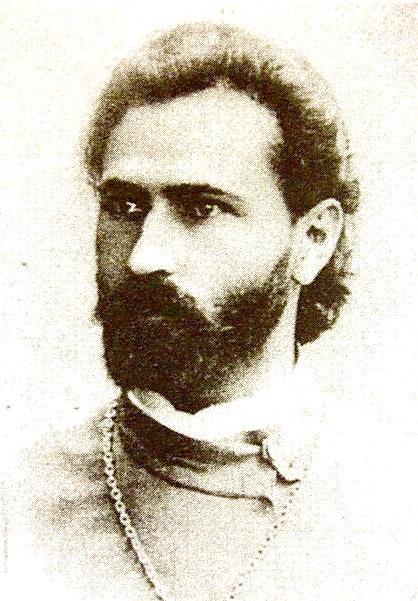
Георгий Гапон

По общему мнению, Гапон был умён, сообразителен и обладал большой долей здравого смысла. При этом у него был не теоретический, а сугубо практический склад ума. К отвлечённым теоретическим знаниям он не питал никакого интереса. Науки, изучаемые в Духовной академии, казались ему мёртвой схоластикой, а партийных интеллигентов он называл талмудистами, набившими себе головы чужим умом. Читать книги Гапон не любил, очевидно, считая это пустой тратой времени, а за необходимыми знаниями предпочитал обращаться к сведущим людям. По мнению Л. Г. Дейча, до приезда за границу он едва ли прочёл хоть одну книгу по политическим вопросам, а В. М. Чернов прямо утверждал, что Гапон и книга — это было что-то несовместимое. При таком отношении к теоретическим знаниям Гапон производил на образованных людей впечатление тёмного и невежественного человека. Пока он жил в России и вращался среди рабочих, это не так бросалось в глаза. Меньшевик С. И. Сомов отмечал, что Гапон был «мало испорчен» лишними знаниями и сведениями, а по своему умственному уровню едва ли стоял выше развитых рабочих. «Это обстоятельство сближало его с массой, психологией которой он совершенно проникался: он прекрасно понимал рабочих, как и они его». Но оказавшись за границей, в среде партийных интеллигентов, он сразу же попал в чуждую среду. Здесь его невежество и необразованность бросались в глаза и вызывали насмешливое отношение.
Представитель Бунда после встречи с Гапоном писал: «Человек он совершенно необразованный, невежественный, не разбирающийся в вопросах партийной жизни. Говорит с сильным малорусским акцентом и плохо излагает свои мысли, испытывает большое затруднение при столкновении с иностранными словами… Оторвавшись от массы и попав в непривычную для себя специфически интеллигентскую среду, он встал на путь несомненного авантюризма». Особенно раздражало партийных интеллигентов то, что он совершенно не разбирался в партийных программах и догматических разногласиях, которым они придавали первостепенное значение. «О программе партии и её теоретических основах Гапон имел довольно-таки смутное и поверхностное представление, — писал Ан-ский. — Он не только ничего этого не знал, но в глубине души совершенно не интересовался этим, не стремился разбираться в вопросах, которые казались ему лишними и ненужными для революции». Познакомившись с Гапоном, Г. В. Плеханов, В. И. Ленин и другие партийные лидеры настоятельно советовали ему «поучиться», но он совершенно не следовал их советам. Неудивительно, что партийные деятели быстро разочаровались в Гапоне, а сам он, чувствуя себя за границей не в своей тарелке, стал стремиться в Россию, к своим рабочим, с которыми говорил на одном языке.
Не будучи интеллектуалом, Гапон в то же время обладал незаурядным ораторским талантом, а некоторые считают, что он был одним из лучших ораторов своей эпохи. Б. В. Савинков утверждал, что у него было «бьющее в глаза ораторское дарование». Большевик Д. Д. Гиммер поражался «громадным демагогическим талантом» Гапона, а французский журналист Э. Авенар писал, что он обладает «даром народного, всепобеждающего красноречия». Особенностью ораторского таланта Гапона было то, что он проявлялся только перед большой аудиторией. В узком кругу собеседников, особенно интеллигентов, он производил совершенно беспомощное впечатление. Так, Чернов вспоминал, что Гапон был малоинтересен как собеседник. «Он говорил отрывочно, путался, терялся. Когда он хотел вас в чём-нибудь убедить, он страшно повторялся, говорил одно и то же почти дословно, как будто хотел просто загипнотизировать вас этим настойчивым, однообразным повторением». По словам А. Филиппова, «он объяснялся так медленно и невразумительно, ища выражений и, по-видимому, не имея определённой мысли, что было скучно», а Ан-ский утверждал, что он буквально не умел связать двух слов.
Зато на трибуне, перед большой аудиторией, Гапон буквально преображался и мог без запинки произносить длинные речи, производя сильное впечатление и приковывая к себе всеобщее внимание. Все свидетели отмечают способность Гапона овладевать аудиторией и держать её в напряжении. Когда он выступал перед толпой, тысячи людей слушали, затаив дыхание, сохраняя полнейшую тишину и стараясь уловить каждое слово оратора. Речи Гапона оказывали магическое действие на аудиторию. Не отличаясь богатством содержания, они воздействовали на эмоции людей. На выступлениях Гапона люди плакали, впадали в исступление, некоторые падали в обморок. Наэлектризовав толпу, Гапон мог повести её, куда угодно. Журналист П. М. Пильский писал: «Не было более косноязычного человека, чем Гапон, когда он говорил в кругу немногих. С интеллигентами он говорить не умел совсем. Слова вязли, мысли путались, язык был чужой и смешной. Но никогда я ещё не слышал такого истинно блещущего, волнующегося, красивого, нежданного, горевшего оратора, оратора-князя, оратора-бога, оратора-музыки, как он, в те немногие минуты, когда он выступал пред тысячной аудиторией заворожённых, возбуждённых, околдованных людей-детей, которыми становились они под покоряющим и негасимым обаянием гапоновских речей. И, весь приподнятый этим общим возбуждением, и этой верой, и этим общим, будто молитвенным, настроением, преображался и сам Гапон».
Современники по-разному объясняли секрет ораторского таланта Гапона. Одни полагали, что Гапон, будучи выходцем из народа, говорил с ним на одном языке и поэтому был ему так близок, так понятен и так обаятелен. Другие считали, что, выступая перед толпой, Гапон умел ловить и отражать мысли, чувства и настроения самой толпы, подчиняясь ей и служа её рупором. Сам же Гапон был уверен, что сила его речей состоит в том, что его устами говорит Бог.

### Честолюбие и амбициозность

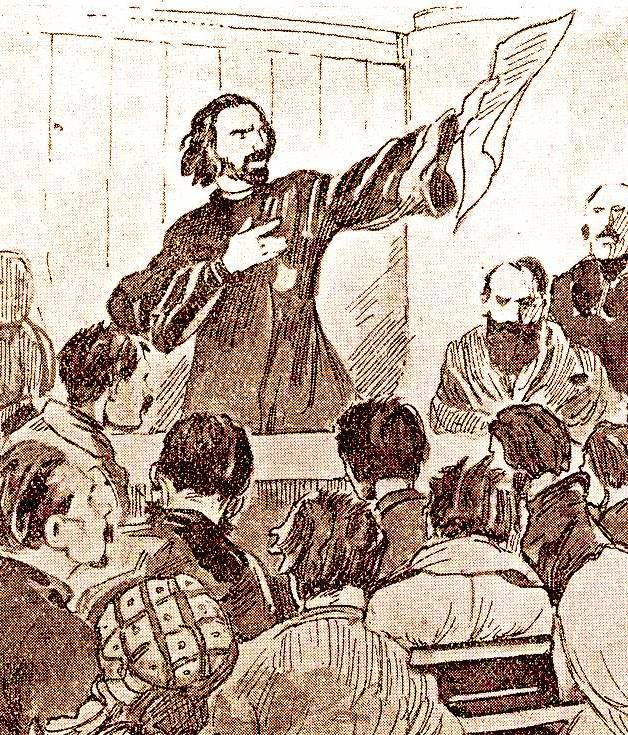
Гапон читает петицию в собрании рабочих. Неизвестный художник

По общему мнению, главной чертой характера Гапона было огромное честолюбие. «Гапон — это безумный, неистовый честолюбец», — писал один из его критиков из числа социал-демократов. А по словам П. М. Пильского, «в Гапоне жило дьявольское, огромное, почти нечеловеческое честолюбие, упрямое и огненное, неуступчивое и злое». С ранних лет Гапон был убеждён, что ему суждено сыграть большую роль в истории. Ещё будучи студентом Духовной академии, он любил повторять: «Я буду или великим человеком, или каторжником». И. П. Ювачёв, встретивший Гапона в 1902 году, вспоминал: «Однажды, после горячей речи, он ударил рукою по столу и уверенно заявил: — Погодите! Узнают потом, кто такой Гапон!.. — Действительно, через три года узнали о нём не только русские, но и все народы, весь мир». В 1903 году, создавая рабочую организацию, Гапон говорил И. И. Павлову, что надеется достигнуть таких результатов, что история потом рассудит. Став во главе рабочего «Собрания», он сознательно создавал культ своей личности, выставляя себя единственным защитником интересов трудового народа. Активисты «Собрания» распространяли среди рабочих его портреты и рассказывали, как он, сын крестьянина, с ранних лет стоит за простой народ. «Один наш батюшка такой, а то все негодяи», — говорили рабочие.
В дни январской забастовки 1905 года Гапон чувствовал себя кем-то вроде пророка или Мессии, призванного вывести страждущий народ «из могилы бесправия, невежества и нищеты». Такое же мнение распространилось о нём и в народе. В петиции 9 января и в своих письмах к царю он, подобно библейским пророкам, обращался к царю на «Ты» и угрожал, что, если тот не выйдет к рабочим, между ним и его народом порвётся нравственная связь. А. Филиппов писал: «Вероятно, как и Жанна д’Арк, он считал себя тайным избранником судьбы, и ему рисовалась упоительная картина шествия во главе масс по направлению к Зимнему Дворцу. Он видел осуществление обуревавших его мыслей — почувствовать благодарное пожатие руки Северного Властелина и услышать победное „ура“ десятков тысяч рабочих, за которыми полилась бы и интеллигенция». Однажды, уже за границей, у Гапона спросили, что бы он сделал, если бы царь принял петицию. «Я упал бы перед ним на колени и убедил бы его при мне же написать указ об амнистии всех политических. Мы бы вышли с царём на балкон, я прочёл бы народу указ. Всеобщее ликование. С этого момента я — первый советник царя и фактический правитель России. Начал бы строить Царствие Божие на земле. — Ну, а если бы царь не согласился? — Тогда было бы то же, что и при отказе принять делегацию. Всеобщее восстание, и я во главе его».
Прибыв за границу, Гапон поставил своей целью объединить все революционные партии для вооружённого восстания. Не сомневался, что будет единодушно признан вождём революции и все партии преклонят перед ним, как перед победителем, свои знамёна. В беседах с партийными деятелями выражал уверенность в близкой победе революции, в которой рассчитывал сыграть руководящую роль. Готовясь к революционному выступлению, брал уроки верховой езды, рассчитывая въехать в Россию на белом коне. Однажды кто-то в шутку сказал: «Вот, постойте, восторжествует революция — и вы будете митрополитом». Гапон серьёзно ответил: «Что вы думаете, что вы думаете! Вот дайте только одержать победу — тогда увидите!» Предводитель финской Красной гвардии, капитан Кок, как-то сказал: «Был у вас в России Гапон, теперь вам нужен Наполеон». На что Гапон так же серьёзно ответил: «Почём вы знаете, может, я буду Наполеоном». А в беседе с В. А. Поссе он говорил: «Чем династия Готторпов (Романовых) лучше династии Гапонов? Готторпы — династия гольштинская, Гапоны — хохлацкая. Пора в России быть мужицкому царю, а во мне течёт кровь чисто мужицкая, притом хохлацкая».
Непомерные амбиции Гапона и его притязания на первую роль в революции быстро оттолкнули от него представителей революционных партий. Партийные революционеры стали говорить, что он отводит своей персоне слишком большое место в революционном движении, не соответствующее его заслугам и способностям. Гапона стали упрекать в завышенном самомнении, называли «обнаглевшим попом». Некоторые прямо говорили о «горделивом помешательстве» и мании величия. Все эти разговоры оскорбляли Гапона и били по его самолюбию. Вернувшись в Россию, он начал восстанавливать «Собрание русских фабрично-заводских рабочих», а в разговорах выражал уверенность, что рабочие массы пойдут за ним, а не за партийными революционерами. По некоторым данным, Гапон верил, что на роль народного вождя он избран Божественным Провидением. В автобиографии он писал, что Провидение могло избрать на эту роль и другого человека, но избрало именно его. Незадолго до смерти в разговоре с одним журналистом Гапон говорил: «Я верю в свою звезду. Она у меня особенная… Есть люди, может быть, маленькие, может быть, ничтожные, на которых возложена миссия. Я такой маленький, а вот, может статься, я ещё что-нибудь сделаю». А своим рабочим он тогда же говорил: «И я докажу — мы ещё вместе сделаем великие дела».

### Принцип «цель оправдывает средства»

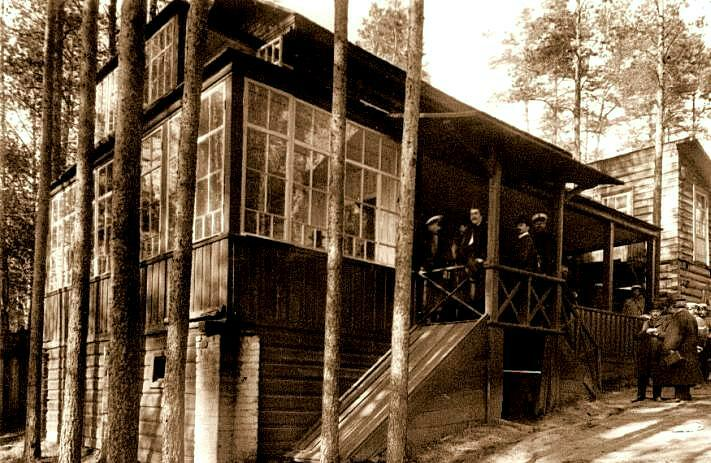
Дом в Озерках, в котором был убит Гапон

Гапон сознательно придерживался принципа «цель оправдывает средства». Он искренне верил, что если его цель — великая и святая, то для её достижения все средства хороши. «Выстрадал я это собственной душой, это мои мысли, моя идея», — рассказывал он эмигранту М. И. Сизову. А И. И. Павлов писал: «У него царила одна мысль — служения угнетённому люду, — об оценке же средств он не задумывался: тут для него ничего не было святого».
Одним из обычных средств Гапона была хитрость. По воспоминаниям С. Ан-ского, «это была особенная хитрость, коварная, лукавая, вероломная, и, в то же время, наивная по приёмам. Она проникала всё существо этого человека, отражалась в его глазах, сказывалась в манере говорить, в смехе, в движениях». В 1903 году, создавая свою рабочую организацию, в беседе с Павловым Гапон говорил: «Я увидел, что обыкновенными путями, то есть честными, ничего не поделаешь. По-моему, путь, то есть тактика наших революционных партий слишком прямолинейна, слишком прозрачна, так прозрачна, что сквозь неё всё видно, как на ладони. Правительство же в достижении своих целей совсем не церемонится и никакими средствами не брезгает… Силы далеко не равны, — их надо уравнять». По убеждению Павлова, Гапон, «фанатически преданный своей идее и в то же время бесцеремонный в средствах, хотя и не будучи последователем Игнатия Лойолы, решил воспользоваться опытом отцов-иезуитов…».
Оказавшись за границей после 9 января, Гапон и там продолжил свою политику хитрости. Пытаясь объединить революционные партии, решил прибегнуть к простому приёму: социал-демократам говорил, что полностью разделяет их программу, а эсерам — что во всём с ними согласен. Ведя переговоры с представителями Бунда, говорил, что они — единственные настоящие социал-демократы в России, действительные работники. «Его похвалы Бунду, на которые он не скупился, отдавали грубой лестью», — сообщал представитель этой организации. Вступив в переговоры с анархо-социалистом В. Поссе, также соглашался со всеми его взглядами. «Вероятно, он соглашался также и с тем, кто находил мои взгляды утопическими или попросту вздорными», — писал Поссе.
По словам С. Ан-ского, Гапон не стеснялся, когда ему казалось нужным, прибегать к самой грубой лжи и нисколько не смущался, когда его обличали. Когда его уличали в обмане, оправдывал свои действия тем, что это необходимо для рабочего дела. Однажды Гапона упрекнули в том, что он встречается с Лениным. «Да я его и в глаза не видал!» — ответил Гапон. Когда же один из присутствовавших заявил, что сам видел, как Ленин вчера вышел из его комнаты, рассмеялся и, хлопнув его рукой по колену, сказал: «Ничего! Виделся — значит, и надо!». Вернувшись после Манифеста 17 октября в Россию, Гапон и здесь попытался использовать хитрость. Но обмануть правительство второй раз ему не удалось. «Провёл правительство до 9 января и теперь хотел, — рассказывал он Рутенбергу. — Сорвалось!». А И. И. Павлов писал: «Гапон вступил в борьбу хитрости с Витте (или с кем другим) и был положен на обе лопатки…».
Другим приложением принципа «цель оправдывает средства» была финансовая политика Гапона. «Для всякого дела, а особенно революционного, нужны деньги, большие деньги», — говорил он летом 1905 года. Брать эти деньги он был готов из любых источников. Обычным методом Гапона было получение денег от русского правительства. Начиная с 1902 года, Гапон получал денежные суммы от Департамента полиции, а затем тратил их на революционную агитацию. В результате к концу 1904 года ему удалось на деньги правительства создать по всему Петербургу «11 гнёзд революции». Проживая за границей, он получал деньги от финского революционера К. Циллиакуса, вместе с которым готовил в Петербурге вооружённое восстание. Впоследствии оказалось, что эти деньги имели японское происхождение. Вернувшись в Россию, Гапон заключил сделку с правительством Витте о получении 30 тысяч рублей на нужды рабочего «Собрания». Когда же сведения об этом просочились в печать, искренне удивлялся, почему это вызвало такой скандал. «Вас поразили мои открытые сношения с Витте и согласие голодных рабочих организаций принять от него деньги?» — писал он в открытом письме. А в беседе с Рутенбергом он прямо говорил: «Деньги эти народные, и я считаю, что можно всеми средствами пользоваться для святого дела».
Последней финансовой операцией Гапона была сделка о получении 100 тысяч рублей от Департамента полиции за информацию о террористических замыслах партии эсеров. В разговоре с Рутенбергом Гапон убеждал его, что надо смотреть на вещи шире и что следует пожертвовать меньшим делом, чтобы потом на полученные средства устроить ещё большее. «Главное, — говорил он, — не надо бояться. Грязно там и прочее. По мне хоть с чёртом иметь дело, не то что с Рачковским». Впоследствии эту сделку ставили в вину Гапону, будто бы продавшему за деньги революцию. Сам же он рассматривал это лишь как очередной способ добыть средства на революционные цели. После смерти Гапона многие вспоминали его крылатую фразу: «Если бы мне пришлось ради достижения моих целей и ради рабочих сделаться не только священником или чиновником, а проституткой даже, я, ни минуты не задумываясь, вышел бы на Невский». Комментируя смерть Гапона, журналистка А. В. Тыркова-Вильямс писала: «Для него общенье с охранным отделением и было тем развратом, той проституцией, через которую он готов был перешагнуть в интересах рабочих».
По-видимому, для достижения своей цели Гапон был готов перешагивать и через жизни людей. И. И. Павлов вспоминал: «Гапон был искренно предан рабочим, — с этой позиции его сбить не было возможности, — но чтобы удержаться на этой позиции, он мог принести в жертву что и кого угодно. Здесь для него не играла бы роли ни дружба, ни родство, ни понятия о нравственности и т. д. Он не постеснялся бы подвести под ответственность или вообще под беду и несчастье самого близкого человека, если бы видел, что от этого его мысль подвинется вперёд хотя бы на миллиметр». По некоторым данным, Гапон отдавал поручения убивать людей, которых считал предателями рабочего дела. Так, летом 1905 года он поручил рабочему Н. Петрову убить рабочего А. Григорьева, если тот изменит его организации, а зимой 1906 года поручил убить самого Петрова, разгласившего тайну о получении 30 тысяч рублей от графа Витте. По утверждению Петрова, Гапон также подговаривал его убить своего конкурента М. А. Ушакова — бывшего зубатовца и создателя «Независимой рабочей партии». Однако эти поручения не исполнялись по различным причинам. В августе—сентябре 1905 года Гапон планировал террористические акты против Витте и Трепова, а в феврале—марте 1906 года — против Витте, Дурново, Герасимова и Рачковского. Для убийства Витте он готовил молодую девушку Мильду Хомзе, а когда В. Поссе заметил, что она может погибнуть в результате этого теракта, Гапон хладнокровно отвечал: «Ну чтo жe… и погибнет. Все мы погибнем». «Я тут только понял, что Гапон ни перед чем не остановится», — вспоминал Поссе.

## Мифы о Георгии Гапоне

### Миф о «провокаторе» Гапоне

Краткий курс истории ВКП(б)

В советскую эпоху в исторической литературе господствовал миф, согласно которому Гапон был агентом-провокатором «царской охранки». Этот миф был закреплён в «Кратком курсе истории ВКП(б)», изданном в 1938 году под редакцией И. В. Сталина. «Ещё в 1904 году, до путиловской стачки, — говорилось в „Кратком курсе“, — полиция создала при помощи провокатора попа Гапона свою организацию среди рабочих — „Собрание русских фабрично-заводских рабочих“. Эта организация имела свои отделения во всех районах Петербурга. Когда началась стачка, поп Гапон на собраниях своего общества предложил провокаторский план: 9 января пусть соберутся все рабочие и в мирном шествии с хоругвями и царскими портретами пойдут к Зимнему дворцу и подадут царю петицию (просьбу) о своих нуждах. Царь, дескать, выйдет к народу, выслушает и удовлетворит его требования. Гапон взялся помочь царской охранке: вызвать расстрел рабочих и в крови потопить рабочее движение». После падения советской власти, когда появилась возможность независимых исследований истории, этот миф был опровергнут и развеян. Однако в массовом сознании словосочетание «поп Гапон» прочно закрепилось как синоним «провокатора».
Происхождение мифа о «провокаторе Гапоне» тесно связано с этимологией термина «провокатор». В современном русском языке слово «провокатор» означает человека, который устраивает провокации. Первоначально агентами-провокаторами именовали людей, которые по заданию полиции подстрекали других к преступным действиям. Однако в начале XX века в революционной среде этому слову стали придавать иное, расширительное значение. Провокатором стали называть всякое лицо, которое сотрудничало с полицией в борьбе с революцией. Происхождение этого термина объяснил в своей речи в Государственной Думе в 1909 году Столыпин. «По революционной терминологии, — говорил Столыпин, — всякое лицо, доставляющее сведения правительству, есть провокатор; в революционной среде такое лицо не будет названо предателем или изменником, оно будет объявлено провокатором. Это приём не бессознательный, это приём для революции весьма выгодный… Провокация сама по себе есть акт настолько преступный, что для революции не безвыгодно, с точки зрения общественной оценки, подвести под это понятие действия каждого лица, соприкасающегося с полицией».
В соответствии с этой логикой, ярлык «провокатора» стал навешиваться не только на агентов, осведомлявших полицию о действиях революционеров, но и на тех людей, которые сотрудничали с властями при создании легального рабочего профсоюзного движения. На языке петербургских социал-демократов провокаторами назывались все люди, сотрудничавшие с Зубатовым в деле создания рабочих организаций. Ещё до Гапона провокаторами именовались рабочие-зубатовцы — учредители «Санкт-Петербургского общества взаимного вспомоществования рабочих в механическом производстве». Когда в 1903 году на арене рабочего движения появился Георгий Гапон, ярлык провокатора был перенесён и на него, а заодно и на его последователей из числа рабочих. Приём этот был весьма эффективным, так как отпугивал от гапоновской организации и рабочих и интеллигентов, боявшихся замарать свою репутацию участием в «полицейской провокации». И хотя Гапону удалось завоевать популярность в рабочей среде и добиться численного роста рабочей организации, но обвинения в провокаторстве воспринимались гапоновскими рабочими очень болезненно. Согласно показаниям рабочего В. А. Иноземцева, одним из мотивов выступления рабочих с петицией 9 января было «желание доказать, что члены нашего „Собрания“ не агенты полиции». Сам Гапон также страдал от подобных обвинений. И. И. Павлов рассказывал один эпизод, когда Гапона в собрании рабочих прямо обозвали провокатором. «Тогда Гапон взошёл на трибуну и сказал удивительно горячую и единственную свою хорошую речь, и, не выдержав до конца, разрыдался… Тогда впечатление было потрясающее».

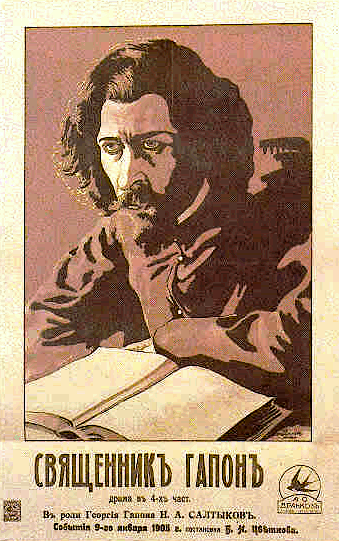
Рекламный плакат фильма А. Дранкова «Священник Гапон», 1917 г.

После организованного Гапоном шествия к царю 9 января 1905 года ярлык провокатора был с него снят. Все революционные партии приветствовали устроенную Гапоном революционную акцию и взяли назад прежние обвинения. Уже через несколько дней после 9 января один из лидеров социал-демократов В. И. Ленин писал в статье «Революционные дни»: «Письма Гапона, написанные им после бойни 9 января о том, что „у нас нет царя“, призыв его к борьбе за свободу и т. д., — всё это факты, говорящие в пользу его честности и искренности, ибо в задачи провокатора никак уже не могла входить такая могучая агитация за продолжение восстания». Далее Ленин писал, что вопрос об искренности Гапона «могли решить только развёртывающиеся исторические события, только факты, факты и факты. И факты решили этот вопрос в пользу Гапона». После же прибытия Гапона за границу, когда он взялся за подготовку вооружённого восстания, революционеры открыто признали его своим соратником. Знавшие Гапона партийные лидеры не сомневались в искренности его революционных чувств. Термины «провокатор» и «провокация» были забыты.
Однако после возвращения Гапона в Россию после Манифеста 17 октября старая вражда вспыхнула с новой силой. Попытка Гапона возродить своё рабочее «Собрание» при поддержке правительства графа Витте вновь поставила его в оппозицию революционному движению. С этого момента термин «провокатор» снова был взят на вооружение и широко использовался в развёрнутой против Гапона агитационной кампании. Обнародованные в феврале 1906 года сведения о получении Гапоном денежных сумм от правительства Витте дали новую почву для этих обвинений. По словам Н. Симбирского, с февраля 1906 года кампания против Гапона приняла характер систематической травли. Газеты распространяли самые фантастические слухи о Гапоне, достигавшие невероятных масштабов. В одном из своих последних интервью Гапон говорил: «Моё имя треплют теперь сотни газет — и русских, и заграничных. На меня клевещут, меня поносят и позорят. Меня, лежащего, лишённого гражданских прав, бьют со всех сторон, не стесняясь, люди различных лагерей и направлений: революционеры и консерваторы, либералы и люди умеренного центра, подобно Пилату и Ироду, протянув друг другу руки, сошлись в одном злобном крике: — Распни Гапона — вора и провокатора! — Распни гапоновцев-предателей!». В последние два месяца жизни Гапон отчаянно искал возможность оправдаться от обвинений. Однако осуществить эти планы ему помешала смерть.

### Миф об агенте «царской охранки»
Другой расхожий миф о Гапоне состоял в том, что он был платным агентом «царской охранки». Исследования современных историков не подтверждают этой версии как не имеющей документальных оснований. Так, согласно исследованиям историка-архивиста С. И. Потолова, Гапон не может считаться агентом «царской охранки», так как никогда не числился в списках и картотеках агентов охранного отделения. Кроме того, до 1905 года Гапон юридически не мог быть агентом охранного отделения, так как закон строго запрещал вербовать в агенты представителей духовного сословия. Гапон не может считаться агентом «охранки» и по фактическим основаниям, так как никогда не занимался агентурной деятельностью. Гапон непричастен к выдаче полиции ни одного лица, которое было бы арестовано или понесло наказание по его наводке. Не существует ни одного доноса, написанного Гапоном. В своё время советские историки проделали немалую работу, пытаясь найти в архивах Департамента полиции документы, уличающие Гапона в агентурной деятельности. Однако ни одного подобного документа не было найдено. По утверждению историка И. Н. Ксенофонтова, все попытки советских идеологов изобразить Гапона агентом полиции основывались на подтасовке фактов.
Понятие секретного агента полиции в Российской империи означало определённый юридический статус лица, зафиксированный в ряде законодательных и подзаконных актов. Агентом не могло называться любое лицо, оказывающее какие-либо услуги полиции или её отдельным чиновникам. Понятие агента означало человека, занимающегося сбором агентурной информации, то есть информации о деятельности революционных и иных противогосударственных организаций и их членов. Поскольку полиция не могла основывать свою деятельность на непроверяемых источниках, все источники агентурной информации тщательно фиксировались и документировались. На каждого человека, доставлявшего агентурную информацию, заводилась определённая документация, содержащая сведения о самом человеке, его профессии, общественном статусе, членстве в революционных организациях и т. д. Все эти данные передавались в Департамент полиции и хранились в особом секретном архиве Департамента полиции в Петербурге. После Февральской революции архив Департамента полиции был открыт и данные о секретных агентах царской полиции обнародованы. Было создано несколько специальных комиссий, занимавшихся исследованием архива и выявлением лиц, занимавшихся агентурной деятельностью. По подсчётам историка З. И. Перегудовой, всего в картотеке архива Департамента полиции числилось около 10 000 лиц, занимавшихся агентурной деятельностью в период с 1870 по 1917 год. В картотеке имелись данные на все категории агентов: секретных сотрудников, вспомогательных агентов, осведомителей, «штучников», заявителей и других. Данные об этих сотрудниках исследовались и систематизировались на протяжении многих десятилетий советской власти и сейчас являются достоянием историков. По утверждению историков-архивистов, во всей огромной картотеке Департамента полиции, равно как и в других картотеках и архивах, сведений об агенте по фамилии Георгий Гапон не содержится. Фамилия Гапона не числится ни в одной категории секретных агентов. Таким образом, отнесение Гапона к агентам «охранки» является, как минимум, бездоказательной гипотезой.
Гапон, безусловно, сотрудничал с Департаментом полиции и даже получал от него крупные суммы денег. Но это сотрудничество не носило характера агентурной деятельности. По свидетельству генералов А. И. Спиридовича и А. В. Герасимова, Гапон был приглашён к сотрудничеству с Департаментом полиции не в качестве агента, а в качестве организатора и агитатора. Задача Гапона состояла в том, чтобы бороться с влиянием революционных пропагандистов и убеждать рабочих в преимуществах мирных методов борьбы за свои интересы. В соответствии с этой установкой Гапон поставил дело агитации в отделах «Собрания», где сам Гапон, его ученики из числа рабочих и приглашённые лекторы разъясняли рабочим преимущества легальных методов борьбы. Департамент полиции, считая эту деятельность полезной для государства, поддерживал Гапона и время от времени снабжал его деньгами. Сам Гапон как руководитель «Собрания», ходил к должностным лицам из Департамента полиции и делал им доклады о состоянии рабочего вопроса в Петербурге. Своих отношений с Департаментом полиции и получения от него денежных сумм Гапон от своих рабочих не скрывал. Руководящий кружок «Собрания» знал об этих отношениях и соглашался с их необходимостью. Впоследствии, живя за границей, Гапон подробно описал в автобиографии историю своих отношений с Департаментом полиции, мотивируя получение им от полиции денег тем, что они были взяты из народного кармана и он только возвращал их тем, кому они принадлежали.

### Георгий Гапон и деньги

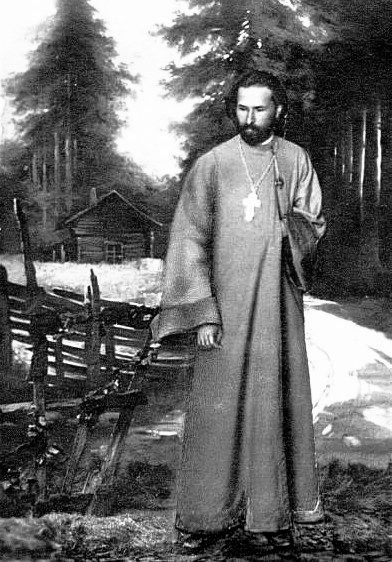
Георгий Гапон в Озерках

После смерти Георгия Гапона в печати появились утверждения, будто Гапон продался полиции за деньги. На этой версии настаивали главным образом организаторы его убийства — эсеры Савинков и Рутенберг. Так, Савинков писал в своих «Воспоминаниях террориста»: «Гапон любил жизнь в её наиболее элементарных формах: он любил комфорт, любил женщин, любил роскошь и блеск, словом, то, что можно купить за деньги. Я убедился в этом, наблюдая его парижскую жизнь».
Однако существует и иная информация об отношении Гапона к деньгам. По свидетельствам близко знавших Гапона людей, он был равнодушен к деньгам и удобствам и вёл довольно аскетичный образ жизни. Так, хорошо знавший Гапона И. И. Павлов в связи с получением им денежных сумм от правительства Витте писал: «Между тем Гапон в сущности был аскет, житейское благополучие для него значения не имело, и продать себя за 30 тысяч, да хотя бы и за 300 и за 3 миллиона, в ущерб интересам народа, он не мог, — но для нужд народа он мог их взять, ошибочно учтя последствия». В другом месте тот же Павлов рассуждал по поводу обвинений Гапона в карьеризме: «Мне приходилось видеть Гапона в различных положениях общественной и домашней жизни, и, как ни хитри, а карьерист скажется на протяжении 2 лет в какой-либо мелочи в смысле личных удобств и потребностей, — а за такой промежуток времени я видел в Гапоне строжайший фанатический аскетизм в отношении к самому себе и благожелательное отношение к удобствам других».
Термины аскет, аскетизм употребляли по отношению к Гапону и другие авторы, в частности, соратники С. В. Зубатова — А. И. Спиридович и М. Вильбушевич. Сам же Сергей Зубатов в своих весьма неприятных воспоминаниях о Гапоне писал, что он «вёл образ жизни совсем аскетический, питаясь чёрным хлебом и маслинами». По воспоминаниям сослуживца Гапона по сиротскому приюту священника М. Попова, Гапон иногда поражал всех своей добротой. Однажды к нему явился какой-то босяк и попросил сапоги, так как ему не в чем было ходить. Тогда Гапон отдал ему свои новые штиблеты, купленные накануне за 12 рублей, а сам несколько месяцев ходил в каких-то дамских туфлях, вызывая насмешки со стороны сослуживцев. Подобные же истории рассказывали и знавшие Гапона рабочие. Так, рабочий А. Е. Карелин вспоминал, как однажды Гапону, сидевшему без места, принесли пакет от митрополита Антония, в котором было 25 рублей. В это время подошёл какой-то рабочий, также оставшийся без места, и Гапон, не долго думая, отдал ему половину того, что получил от Антония. По словам Карелина, Гапон и тогда, когда получал хорошее жалованье, раздавал всё другим, а сам постоянно нуждался. Известно, что Гапон содержал на собственные средства целые семьи рабочих. Журналист Симбирский вспоминал: «Я мог бы привести длиннейший список фамилий рабочих, которым Гапон помогал денежно из собственных средств, без расчёта получить когда-либо эти деньги обратно. Помощь начиналась от самых мелких сумм и кончалась иногда сотней».
По воспоминаниям эсера С. А. Ан-ского, наблюдавшего Гапона в то же время, что и Савинков: «К деньгам, насколько я мог заметить, у Гапона не было ни малейшей жадности. Напротив, в этом отношении он проявлял широту натуры. Когда водились деньги, давал без расчёта всякому, кто просил. О его бескорыстии, между прочим, говорит и то, что брошюру о погромах он написал безвозмездно, в то время, когда всякая страничка его писаний давала ему сотню франков, и со всех сторон у него просили статьи». Щедростью Гапона пользовались не только бедняки и рабочие, но и профессиональные революционеры. Так, эсер О. С. Минор вспоминал, как однажды к ним с Гапоном во время разговора подошёл В. И. Ленин. Отозвав Гапона в сторону, Ленин начал ему что-то объяснять, после чего Гапон вынул из кармана крупную пачку денег и отдал её Ленину. Когда в феврале 1906 года разразился скандал в связи с получением Гапоном 30 тысяч от правительства Витте, рабочие из гапоновского «Собрания» выступили с официальным заявлением, что «ни одной копейки Г. А. Гапон из этих денег не брал себе, что мы и свидетельствуем честным словом рабочих». Более того, по свидетельству рабочих, даже ту тысячу рублей, которую Витте дал Гапону на личные расходы (на выезд из России и проживание за границей), Гапон отдал на нужды рабочего «Собрания», а сам жил за границей на собственные средства.
Источники свидетельствуют также о скромной обстановке, в которой жил Гапон. Так, по свидетельству А. Филиппова, наблюдавшего Гапона перед 9 января, Гапон жил «в скромной, даже жалкой» квартирке на Церковной улице. Ан-ский, общавшийся с Гапоном за границей, писал: «И в Женеве, и в Лондоне жил скромно, и если тратил иногда лишний рубль, то только на телеграммы, галстуки и разъезды во втором классе». О бедной обстановке, в которой жил Гапон после возвращения в Россию, вспоминал журналист П. М. Пильский и многие другие.
Рутенберг в своей книге пишет, что при встрече в феврале 1906 года Гапон «поразил» его тем, что был «слишком хорошо одет», причём, увидев на Рутенберге дешёвое пальто, сразу предложил купить ему другое, «хорошее». Стандартные обвинения в корысти, любви к роскоши выдвигались против Гапона и при жизни. Чтобы проверить эти обвинения, корреспондент «Петербургской газеты» в конце февраля 1906 года побывал на квартире Гапона.

Георгий Аполлонович, — писал корреспондент, — встретил меня и приехавшего со мною рабочего в тёмной передней и затем ввёл в маленькую, очень бедно убранную комнатку с потёртой и поломанной мебелью. Комната настолько мала, что кроватка новорожденного сына Г. А. стоит как-то углом посередине комнаты, загораживая проход… Сам Г. А. одет в летний, зеленоватый, не первой свежести костюм… Г. А., указывая на обстановку, сказал: «Вот то „палаццо“, в котором живу с женой, и вот та сказочная роскошь, о которой так много писали и у нас и за границей… Так ли живут правительственные агенты?».

По воспоминаниям профессора М. М. Ковалевского, о бедной обстановке, в которой жил Гапон, свидетельствовал и священник Григорий Петров, посетивший квартиру Гапона вскоре после его исчезновения. По словам Петрова, обстановка, действительно, была более чем скромная. «Привожу это свидетельство потому, — писал Ковалевский, — что от Гапона я слышал более отрицательный отзыв о Петрове, свидетельствовавший об отсутствии между ними какой бы то ни было близости». Хорошо знавший Гапона журналист П. М. Пильский писал: «Ещё можно было кое в чём разобраться и кое-что понять, если бы Георгий Гапон был корыстен. Но этого нет. Этого не признают даже самые ярые его враги и, например, несомненный с.-д. по убеждениям г. Феликс, чьему перу принадлежит брошюра „О Гапоновщине“, даже и тот корыстолюбивые мотивы в Гапоне отрицает совершенно и категорически. Те же, кто знает Гапона, кто имел с ним дело, кто видел его близко и наблюдал за ним, о корыстных мотивах даже не задумывались».
По свидетельству журналиста Е. П. Семёнова, сам Гапон к обвинениям в корысти относился с полным презрением. «Что за гнусности? И зачем мне деньги! — недоумевал Гапон. — За книгу свою я получил тридцать тысяч (в Англии). Я в деньгах не нуждаюсь. Я другим даю, но не получаю… И уж, конечно, товарища в нужде не оставлю, если у самого есть деньги. Всё остальное — вздор». А в своём последнем письме в газету «Русь», обращаясь к своим обвинителям, Гапон писал: «Карлики и кроты! Вы видите только ближайшее, вид золота вас тревожит и смущает, и вы, как продажная женщина, не в состоянии понять гордое сердце, чувствующее себя выше всяких искушений».

## Сочинения
Автобиография
- Записки Георгия Гапона (очерк рабочего движения в России 1900-х годов). — М.: тип. Вильде, 1918. — 104 с. Текст записан со слов Гапона британскими журналистами и издан на английском в 1906 году. В России книга впервые была издана в обратном переводе на русский в 1918 году.

Петиция, воззвания и письма
- Г. А. Гапон. Петиция рабочих Санкт-Петербурга для подачи царю Николаю II // Красная летопись. — Л., 1925. — № 2. — С. 30—31.
- Г. А. Гапон. Петиция рабочих и жителей Санкт-Петербурга для подачи царю Николаю II // Красная летопись. — Л., 1925. — № 2. — С. 33—35.
- Г. А. Гапон. Письмо к министру внутренних дел П. Д. Святополк-Мирскому // Священника Георгия Гапона ко всему крестьянскому люду воззвание. — 1905. — С. 13—14.
- Г. А. Гапон. Письмо к царю Николаю II // Священника Георгия Гапона ко всему крестьянскому люду воззвание. — 1905. — С. 13.
- Г. А. Гапон. Первое послание к рабочим // Священника Георгия Гапона ко всему крестьянскому люду воззвание. — 1905. — С. 14.
- Г. А. Гапон. Второе послание к рабочим // Священника Георгия Гапона ко всему крестьянскому люду воззвание. — 1905. — С. 14.
- Г. А. Гапон. Третье послание к рабочим // Священника Георгия Гапона ко всему крестьянскому люду воззвание. — 1905. — С. 14—15.
- Г. А. Гапон. Послание к солдатам // Священника Георгия Гапона ко всему крестьянскому люду воззвание. — 1905. — С. 15—16.
- Г. А. Гапон. Воззвание ко всему крестьянскому люду // Священника Георгия Гапона ко всему крестьянскому люду воззвание. — 1905. — С. 1—12.
- Г. А. Гапон. Воззвание к петербургским рабочим и ко всему российскому пролетариату // Священник Гапон. — Берлин, 1906. — С. 40—46.
- Г. А. Гапон. Открытое письмо к социалистическим партиям России // Священник Гапон. — Берлин, 1906. — С. 46—48.
- Г. А. Гапон. Письмо к Николаю Романову, бывшему царю и настоящему душегубцу Российской империи // Священника Георгия Гапона ко всему крестьянскому люду воззвание. — 1905. — С. 16.
- Г. А. Гапон. Послание к русскому крестьянскому и рабочему народу. — 1905. — 24 с.
- Г. А. Гапон. Письмо к членам «Собрания русских фабрично-заводских рабочих» // Молва. — СПб., 1905. — № 16. — С. 4.
- Г. А. Гапон. Письмо в газету «Юманите» // Н. Симбирский. Правда о Гапоне и 9-м января. — СПб., 1906. — С. 187—189.
- Г. А. Гапон. Письмо в газету «Нью-Йорк Геральд» // Н. Симбирский. Правда о Гапоне и 9-м января. — СПб., 1906. — С. 189—191.
- Г. А. Гапон. Письмо к рабочим в годовщину 9-го января // Молва. — СПб., 1906. — № 10. — С. 2.
- Г. А. Гапон. Письмо к министру внутренних дел П. Н. Дурново // Красный архив. — М.—Л., 1925. — № 2 (9). — С. 295—297.
- Г. А. Гапон. Первое письмо в газету «Русь» // Русь. — СПб., 1906. — № 35. — С. 4—5.
- Г. А. Гапон. Второе письмо в газету «Русь» // Русь. — СПб., 1906. — № 55. — С. 2.
- Г. А. Гапон. Обращение к прокурору Санкт-Петербургской судебной палаты // Нижегородский листок. — Н.-Новгород, 1906. — № 78. — С. 4.

## Киновоплощения
- Николай Салтыков («Священник Гапон», 1917)
- Евгений Боронихин («9 января», 1925)
- Ефим Копелян («Пролог», 1956)
- Джулиан Гловер («Николай и Александра», США, 1971)
- Кеннет Колли / Kenneth Colley («Падение орлов» / Fall of Eagles (Англия, 1974)
- Николай Караченцов («Товарищ Иннокентий», 1981)
- Виктор Костецкий («Жизнь Клима Самгина», 1988)
- Виктор Тереля («Раскол», 1993)
- Александр Домогаров (Империя под ударом, 2000)